# Réseau de bus Grand Melun
Le réseau de bus Grand Melun est un réseau de transports en commun par autobus circulant en Île-de-France, organisé par l'autorité organisatrice Île-de-France Mobilités et la communauté d'agglomération Melun Val de Seine. Il est exploité par le groupe Transdev à travers la société Transdev Melun Val de Seine depuis le 1er août 2021.
Il se compose de 34 lignes qui desservent principalement le bassin de vie de Melun, ainsi qu'un service de transport à la demande.

## Histoire
Le réseau de bus Grand Melun est né historiquement sous la dénomination « TRAM », sigle signifiant « Transport régional de l'agglomération melunaise ». Jusqu'à sa restructuration en 2011, le service urbain de la commune de Melun et alentours se composait des onze lignes suivantes :[réf. nécessaire]

Logo du réseau de bus TRAM.

- ligne A, reliant le quartier Vosves de Dammarie-les-Lys au hameau du Gué du Jard à Voisenon, via la gare de Melun ;
- ligne B, reliant la gare du Mée à Vaux-le-Pénil, via Melun ;
- ligne B1, reliant le lycée George Sand du Mée-sur-Seine à la gare de Livry-sur-Seine, via la gare de Melun ;
- ligne C, reliant le centre commercial de Vaux-le-Pénil au quartier Charles Péguy de Dammarie-les-Lys, via les gares de Livry-sur-Seine et de Melun ;
- ligne Cbis, circulaire reliant la gare de Melun à la mairie de Vaux-le-Pénil ;
- ligne D, reliant le quartier Gaston Tunc de Melun à la gare de Melun ;
- ligne E, reliant le quartier Vosves de Dammarie-les-Lys au quartier Jean Moulin de Melun, via la gare de Melun ;
- ligne F, reliant la mairie du Mée-sur-Seine au stade de La Rochette, via les gares du Mée et de Melun ;
- ligne G, reliant le centre commercial de Rubelles à Saint-Germain-Laxis, via Melun.
- ligne H, reliant le rond-point de la Justice de Dammarie-les-Lys au quartier Gaston Tunc de Melun, via la gare de Melun ;
- ligne J, reliant la gare de Melun à l'EHPAD de Boissise-la-Bertrand, via la gare du Mée ;
- ligne L, reliant la gare de Melun au Rond-point de l’Europe, via le quartier Plein Ciel ;
- ligne M, reliant le Lycée George Sand du Mée-sur-Seine au hameau d'Ogenoy, via la gare de Melun et la gare de Boissise-le-Roi ;
- ligne N, reliant la Place Henti Guy de Rubelles à la gare de Melun ;
- ligne O, reliant le centre culturel de Melun à la gare de Cesson, via la gare du Mée ;
- ligne ZI, circulaire reliant la gare de Melun à la zone industrielle de Vaux-le-Pénil.

## Développement du réseau

### Création du réseau Melibus

Logo du réseau de bus Melibus.

En 2009, la communauté d'agglomération Melun Val de Seine a décidé de lancer un diagnostic du réseau afin d'envisager une restructuration de celui-ci par la suite.
C'est en date du 11 juillet 2011 que le réseau de bus Melibus a été mis en service, en remplacement du réseau historique "TRAM". L'intégralité des lignes du réseau ont été impactées, ce qui a permis d'améliorer profondément les dessertes.
Les systèmes de boucles effectués par certaines lignes ont été abandonnés afin de réassocier les itinéraires allers et retours, les horaires des lignes ont pu être cadencés, l'arrêt Gare - Thiers, desservi par les lignes A et E, a été créé afin de desservir la gare de Melun tout en évitant un crochet devant la gare (cependant, l'implantation de cet arrêt a suscité des critiques, en raison d'un accident ayant causé un blessé). Par la même occasion, le réseau a changé d'identité visuelle, et les bus de livrée.

### Modifications successives

#### Développement de l'offre
En mars 2013, les fréquences sur des lignes A, E et F ont été améliorées en heures de pointe, avec une nouvelle fréquence de 10 à 12 minutes sur les deux premières. La ligne ZI a par ailleurs vu son indice modifié en N et a récupéré la desserte abandonnée de ligne C au sein de Dammarie-les-Lys[réf. nécessaire].
En 2014, un nouveau système d'aide à l'exploitation et à l'information voyageurs a été déployé sur le réseau Melibus, et le service commercial de la ligne Cd a été étendue aux vacances d'été[réf. nécessaire].
En 2015, l'amplitude des cinq lignes principales du réseau, A, C, DL, E et F, a été étendue à 23 h en février, et les fréquences en heures creuses de la ligne E ont été doublées en septembre, passant à 15 min[réf. nécessaire].

#### Accélération du développement
Le 6 novembre 2017, la ligne A a été renforcée et prolongée en semaine jusqu'à Saint-Fargeau-Ponthierry, tout en desservant la commune de Pringy et la gare de Ponthierry - Pringy. La ligne E a été renforcée et prolongée jusqu'au centre commercial de Villiers-en-Bière. La ligne O a été prolongée jusqu'au quartier Chamlys à Dammarie-les-Lys, reprenant le tracé abandonné de la ligne A, tout en desservant le centre commercial de Villiers en Bière. C'est à cette même date que l'exploitation de la ligne G et deux circuits de la ligne H est passé de Transdev Darche Gros à Transdev de Vaux-le-Pénil.
Le 30 avril 2018, la ligne B a été renforcée et a vu son itinéraire simplifié, tout en desservant le centre commercial Champ de Foire de Melun, le nouveau centre hospitalier de Melun, ainsi que la zone industrielle de Vaux le Pénil de façon systématique. Les lignes L et D ont été renforcées et ont vu leurs parcours dissociés, circulant respectivement dans le sens horaire et anti-horaire. Enfin, en service a été créé les dimanches et jours fériés sur les lignes A, C, D, E, F et L, ce qui mène à la suppression des lignes H.
À l'été 2018, les lignes DL et E ont été renforcées[réf. nécessaire].
Le 2 septembre 2019, la ligne G a vu son parcours entièrement modifié afin de relier la zone industrielle de Villaroche à la gare de Melun via son centre-ville, le quartier Woodi, mais aussi les communes de Voisenon et Montereau-sur-le-Jard. La ligne T a été créée afin de relier la gare de Melun à la commune de Rubelles via le parc d'activités de Vaux-le-Pénil, la commune de Maincy et le quartier des Trois Noyers à Rubelles.

### Ouverture à la concurrence
En raison de l'ouverture à la concurrence des transports en commun en Île-de-France, le réseau de bus Melibus est devenu le réseau de bus Grand Melun le 1er août 2021, selon la délégation de service public no 18 établie par Île-de-France Mobilités. Un appel d'offres a donc été lancé par l'autorité organisatrice afin de désigner une entreprise qui succédera à l'exploitation de Transdev Saint-Fargeau-Ponthierry pour une durée de cinq ans. C'est finalement Transdev, via sa filiale Transdev Melun Val de Seine, qui a été désigné lors du conseil d'administration du 8 octobre 2020. À la date de son ouverture à la concurrence, le réseau se composait des lignes A, B, C, Cd, D, E, F, Fd, G, I, J, Jd, K, L, M, N, O, P, T, V, S1, S2, S3, S4, S5, S6, S7, S8, S10, S11, S12, S13 et S14 du réseau de bus Melibus et les lignes S15 (ex-111) et S16 (ex-112) du réseau de bus du canton de Perthes exploités par Transdev Saint-Fargeau-Ponthierry et Transdev Vaux-le-Pénil.
Le 1er août 2021, afin d'accompagner l'ouverture à la concurrence du réseau, les lignes du réseau sont modifiées afin de faciliter les dessertes :
- les lignes C, K et M évoluent pour une meilleure desserte et connexion entre Livry-sur-Seine, Vaux-le-Penil, le centre de Melun et la gare de Melun[8] ;
- la ligne N prolonge son itinéraire en Transport à la Demande à partir de l'arrêt Foch Niepce[9] ;
- les itinéraires des lignes A, I, J et O évoluent pour être plus lisibles et mieux adaptés aux besoins. De plus, deux transports à la demande sont créés (TàD Sainte-Assise et TàD Saint-Fargeau, anciennement TàD Proxibus)[10] ;
- la ligne T s'offre une desserte plus directe avec le centre de Melun, tandis que le TàD Melun Nord est amélioré[11].

### Renumérotation des lignes
À compter du 4 septembre 2023, le réseau Grand Melun est l'un des premiers à appliquer le nouveau principe de numérotation régionale unique planifié par Île-de-France Mobilités, supprimant les doublons. La correspondance entre anciens et nouveaux numéros est la suivante :
| Ancien numéro | Nouveau numéro |
| ------------- | -------------- |
| A             | 3604           |
| B             | 3609           |
| C             | 3607 (fusion)  |
| N             | 3607 (fusion)  |
| Cd            | 3608           |
| D             | 3602           |
| E             | 3601           |
| F             | 3605           |
| Fd            | 3606           |
| G             | 3611           |
| I             | 3633           |
| J             | 3634           |
| K             | 3612           |
| L             | 3603           |
| M             | 3610           |
| O             | 3630           |
| P             | 3632           |
| T             | 3613           |
| V             | 3631           |
| S1            | 3651           |
| S2            | 3652           |
| S3            | 3653           |
| S4            | 3654           |
| S5            | 3655           |
| S6            | 3656           |
| S7            | 3657           |
| S8            | 3658           |
| S9            | 3659           |
| S10           | 3660           |
| S11           | 3661           |
| S12           | 3662           |
| S13           | 3663           |
| S14           | 3664           |
| S15           | 3665           |
| S16           | 3666           |

En parallèle un nouveau service de transport à la demande est mis en place à la même date, le TàD Boissise le Roi Pringy.
Dès le 16 septembre 2024, la ligne 3611 est renforcé avec un aller-retour supplémentaire en semaine et un nouveau service le samedi en plus de l'ajout d'un nouvel arrêt « Adrienne Bolland ».

## Lignes du réseau

### Lignes 3601 à 3609
| Ligne | Caractéristiques | Caractéristiques                                                                                      | Caractéristiques                                                                                      | Caractéristiques                                                                                      | Caractéristiques                                                                                      | Caractéristiques                                                                                      | Caractéristiques                                                                                      | Caractéristiques                                                                                      | Caractéristiques                                                                                      |
| 3601  | Dammarie-les-Lys — Chamlys / Villiers-en-Bière — Centre Commercial ⥋ Melun — Centre Commercial Almont | Dammarie-les-Lys — Chamlys / Villiers-en-Bière — Centre Commercial ⥋ Melun — Centre Commercial Almont | Dammarie-les-Lys — Chamlys / Villiers-en-Bière — Centre Commercial ⥋ Melun — Centre Commercial Almont | Dammarie-les-Lys — Chamlys / Villiers-en-Bière — Centre Commercial ⥋ Melun — Centre Commercial Almont | Dammarie-les-Lys — Chamlys / Villiers-en-Bière — Centre Commercial ⥋ Melun — Centre Commercial Almont | Dammarie-les-Lys — Chamlys / Villiers-en-Bière — Centre Commercial ⥋ Melun — Centre Commercial Almont | Dammarie-les-Lys — Chamlys / Villiers-en-Bière — Centre Commercial ⥋ Melun — Centre Commercial Almont | Dammarie-les-Lys — Chamlys / Villiers-en-Bière — Centre Commercial ⥋ Melun — Centre Commercial Almont | Dammarie-les-Lys — Chamlys / Villiers-en-Bière — Centre Commercial ⥋ Melun — Centre Commercial Almont |
| ----- | --- | --- | --- | --- | --- | --- | --- | --- | --- |
| 3601  | Ouverture / Fermeture — / — | Longueur —                                                                                            | Durée 35 à 45 min                                                                                     | Nb. d’arrêts 29                                                                                       | Matériel Urbanway 12 GNV Citaro G                                                                     | Jours de fonctionnement L, Ma, Me, J, V, S, D                                                         | Jour / Soir / Nuit / Fêtes O / O / N / O                                                              | Voy. / an —                                                                                           | Dépôt Vaux-le-Pénil                                                                                   |
| 3601  | Desserte : - Villes et lieux desservis : Villiers-en-Bière : Centre Commercial, Dammarie-les-Lys : Quartier Farcy, Quartier Plaine du Lys et Melun : Centre Ville, Quartier de l'Almont. - Gare desservie : Melun | | | | | | | | |
| 3601  | Autre : - Zone traversée : 5 - Arrêts non accessibles aux UFR : De Tessan à Farcy, Thiers - Pouillot, Place Chapu, Quai Rossignol, Praslin - Université et Saint-Liesne - Amplitudes horaires : La ligne fonctionne du lundi au vendredi de 5 h à 23 h 15, le samedi à partir de 5 h 35 et les dimanches et fêtes de 6 h 50 à 22 h 30. - Particularités : L'arrêt Cartonnerie est desservi du lundi au vendredi aux heures creuses et le samedi après 9 h. - Date de dernière mise à jour : 19 septembre 2023. | | | | | | | | |
| 3601  | Dernière actualisation : — | | | | | | | | |
| 3602  | (Circulaire) Gare de Melun ⥋ via Gare routière Mail, Trois Horloges et Santé Pôle | (Circulaire) Gare de Melun ⥋ via Gare routière Mail, Trois Horloges et Santé Pôle                     | (Circulaire) Gare de Melun ⥋ via Gare routière Mail, Trois Horloges et Santé Pôle                     | (Circulaire) Gare de Melun ⥋ via Gare routière Mail, Trois Horloges et Santé Pôle                     | (Circulaire) Gare de Melun ⥋ via Gare routière Mail, Trois Horloges et Santé Pôle                     | (Circulaire) Gare de Melun ⥋ via Gare routière Mail, Trois Horloges et Santé Pôle                     | (Circulaire) Gare de Melun ⥋ via Gare routière Mail, Trois Horloges et Santé Pôle                     | (Circulaire) Gare de Melun ⥋ via Gare routière Mail, Trois Horloges et Santé Pôle                     | (Circulaire) Gare de Melun ⥋ via Gare routière Mail, Trois Horloges et Santé Pôle                     |
| 3602  | Ouverture / Fermeture — / — | Longueur —                                                                                            | Durée 15-30 min                                                                                       | Nb. d’arrêts 21                                                                                       | Matériel Urbanway 12 GNV Citaro Facelift                                                              | Jours de fonctionnement L, Ma, Me, J, V, S, D                                                         | Jour / Soir / Nuit / Fêtes O / O / N / O                                                              | Voy. / an —                                                                                           | Dépôt Vaux-le-Pénil                                                                                   |
| 3602  | Desserte : - Villes et lieux desservis : Melun : Centre Ville, Quartier Montaigu, Quartier du Plateau de Corbeil, Santé Pôle, ZAC du Champ de Foire et Le Mée-sur-Seine - Gare desservie : Melun | | | | | | | | |
| 3602  | Autre : - Zone traversée : 5 - Arrêts non accessibles aux UFR : — - Amplitudes horaires : La ligne fonctionne du lundi au vendredi de 5 h 55 à 23 h 30, le samedi de 6 h 10 à 23 h 15 et les dimanches et fêtes de 6 h 55 à 22 h 40. - Date de dernière mise à jour : 19 septembre 2023. | | | | | | | | |
| 3602  | Dernière actualisation : — | | | | | | | | |
| 3603  | (Circulaire) Gare de Melun ⥋ via Santé Pôle, Trois Horloges et Porte de Paris | (Circulaire) Gare de Melun ⥋ via Santé Pôle, Trois Horloges et Porte de Paris                         | (Circulaire) Gare de Melun ⥋ via Santé Pôle, Trois Horloges et Porte de Paris                         | (Circulaire) Gare de Melun ⥋ via Santé Pôle, Trois Horloges et Porte de Paris                         | (Circulaire) Gare de Melun ⥋ via Santé Pôle, Trois Horloges et Porte de Paris                         | (Circulaire) Gare de Melun ⥋ via Santé Pôle, Trois Horloges et Porte de Paris                         | (Circulaire) Gare de Melun ⥋ via Santé Pôle, Trois Horloges et Porte de Paris                         | (Circulaire) Gare de Melun ⥋ via Santé Pôle, Trois Horloges et Porte de Paris                         | (Circulaire) Gare de Melun ⥋ via Santé Pôle, Trois Horloges et Porte de Paris                         |
| 3603  | Ouverture / Fermeture — / — | Longueur —                                                                                            | Durée 20-40 min                                                                                       | Nb. d’arrêts 19                                                                                       | Matériel —                                                                                            | Jours de fonctionnement L, Ma, Me, J, V, S, D                                                         | Jour / Soir / Nuit / Fêtes O / N / N / O                                                              | Voy. / an —                                                                                           | Dépôt Vaux-le-Pénil                                                                                   |
| 3603  | Desserte : - Villes et lieux desservis : Melun : ZAC du Champ de Foire, Santé Pôle, Quartier du Plateau de Corbeil, Quartier Montaigu, Préfecture de Seine et Marne, Centre Ville et Le Mée-sur-Seine - Gare desservie : Melun | | | | | | | | |
| 3603  | Autre : - Zone traversée : 5 - Arrêts non accessibles aux UFR : — - Amplitudes horaires : La ligne fonctionne du lundi au vendredi de 5 h à 23 h 5, le samedi de 4 h 55 à 23 h 20 et les dimanches et fêtes de 6 h 25 à 22 h 5. - Date de dernière mise à jour : 19 septembre 2023. | | | | | | | | |
| 3603  | Dernière actualisation : — | | | | | | | | |
| 3604  | Saint-Fargeau-Ponthierry — Hôtel de Ville - Florélites ⥋ Rubelles — Centre Commercial | Saint-Fargeau-Ponthierry — Hôtel de Ville - Florélites ⥋ Rubelles — Centre Commercial                 | Saint-Fargeau-Ponthierry — Hôtel de Ville - Florélites ⥋ Rubelles — Centre Commercial                 | Saint-Fargeau-Ponthierry — Hôtel de Ville - Florélites ⥋ Rubelles — Centre Commercial                 | Saint-Fargeau-Ponthierry — Hôtel de Ville - Florélites ⥋ Rubelles — Centre Commercial                 | Saint-Fargeau-Ponthierry — Hôtel de Ville - Florélites ⥋ Rubelles — Centre Commercial                 | Saint-Fargeau-Ponthierry — Hôtel de Ville - Florélites ⥋ Rubelles — Centre Commercial                 | Saint-Fargeau-Ponthierry — Hôtel de Ville - Florélites ⥋ Rubelles — Centre Commercial                 | Saint-Fargeau-Ponthierry — Hôtel de Ville - Florélites ⥋ Rubelles — Centre Commercial                 |
| 3604  | Ouverture / Fermeture — / — | Longueur —                                                                                            | Durée 30-70 min                                                                                       | Nb. d’arrêts 55                                                                                       | Matériel —                                                                                            | Jours de fonctionnement L, Ma, Me, J, V, S, D                                                         | Jour / Soir / Nuit / Fêtes O / O / N / O                                                              | Voy. / an —                                                                                           | Dépôt Vaux-le-Pénil ou Saint-Fargeau-Ponthierry                                                       |
| 3604  | Desserte : - Villes et lieux desservis : Saint-Fargeau-Ponthierry (hôtel de ville, zone d'activité commerciale de l'Europe, parc des Bordes, espace culturel Les 26 Couleurs, marché, piscine Roger Gladieux), Pringy (Seine-et-Marne) (mairie, église Saint-Pierre-Saint-Paul), Dammarie-les-Lys (centre commercial Chamlys, mairie, église Notre-Dame-de-la-Visitation, marché, gymnase Jacques Anquetil, collège Georges Politzer, église adventiste, mosquée Al Salam), Melun (OFII — direction territoriale de Melun, centre et direction départementale des finances publiques, Banque de France, collégiale Notre-Dame, centre de détention, Université Panthéon-Assas — antenne de Melun, institution Sainte-Marie, église Saint-Aspais, espace Saint-Jean, mairie, institution Sainte-Jeanne d'Arc, tribunal administratif, hôtel de police, collège et lycée Jacques Amyot, cimetière Nord, groupement de gendarmerie départementale de Seine-et-Marne, grande mosquée) et Rubelles (zone d'activité commerciale des Hauts de Rubelles, bureaux de la CFE, de l'URSSAF Île-de-France 77, de la CPAM 77) - Gares desservies : Ponthierry - Pringy, Vosves et Melun | | | | | | | | |
| 3604  | Autre : - Zone traversée : 5 - Arrêts non accessibles aux UFR : Saussaie vers Saint-Fargeau-Ponthierry, Gare de Ponthierry - Pringy, L'Orme Brisé, Mairie, Thiers - Pouillot, Place Chapu, Quai Rossignol, Praslin - Université, Porte de Paris, Centre Commercial des Mézéreaux, Rue des Mézéreaux, René Cassin, Saint-Nicolas - Amplitudes horaires : La ligne fonctionne du lundi au vendredi de 4 h 55 à 23 h 10, le samedi de 5 h 10 à 23 h 20 et les dimanches et fêtes de 7 h 30 à 22 h 50. - Particularités : La desserte de Pringy, de Saint-Fargeau-Ponthierry et du quartier de Vosves est observée par certaines courses du lundi au vendredi, de 5 h 30 à 21 h 30, ainsi que le samedi de 5 h 45 jusqu'à 20 h 50. Dans le cas contraire, les courses sont limitées à Dammarie-les-Lys — Chamlys et, parfois aux heures de pointe ou le samedi, à Gare Thiers. - Date de dernière mise à jour : 19 septembre 2023. | | | | | | | | |
| 3604  | Dernière actualisation : — | | | | | | | | |
| 3605  | La Rochette — Rocheton - Stade ⥋ Gare du Mée | La Rochette — Rocheton - Stade ⥋ Gare du Mée                                                          | La Rochette — Rocheton - Stade ⥋ Gare du Mée                                                          | La Rochette — Rocheton - Stade ⥋ Gare du Mée                                                          | La Rochette — Rocheton - Stade ⥋ Gare du Mée                                                          | La Rochette — Rocheton - Stade ⥋ Gare du Mée                                                          | La Rochette — Rocheton - Stade ⥋ Gare du Mée                                                          | La Rochette — Rocheton - Stade ⥋ Gare du Mée                                                          | La Rochette — Rocheton - Stade ⥋ Gare du Mée                                                          |
| 3605  | Ouverture / Fermeture — / — | Longueur —                                                                                            | Durée 5 à 50 min                                                                                      | Nb. d’arrêts 34                                                                                       | Matériel —                                                                                            | Jours de fonctionnement L, Ma, Me, J, V, S, D                                                         | Jour / Soir / Nuit / Fêtes O / O / N / O                                                              | Voy. / an —                                                                                           | Dépôt —                                                                                               |
| 3605  | Desserte : - Villes et lieux desservis : La Rochette, Melun et Le Mée-sur-Seine - Gares desservies : Melun et Le Mée | | | | | | | | |
| 3605  | Autre : - Zone traversée : 5 - Arrêts non accessibles aux UFR : Vignes, Lycée Benjamin Franklin, École Matisse, École Sisley, Rochette, Rue de l'Industrie, Melun — Gare, Place Chapu, Quai Rossignol, Praslin - Université et Croix Blanche - Poste - Amplitudes horaires : La ligne fonctionne du lundi au vendredi de 5 h 5 à 23 h 20, le samedi à partir de 6 h 40 et les dimanches et fêtes de 6 h 45 à 22 h 45. - Particularités : Les arrêts École Matisse et École Sisley sont desservis du lundi au vendredi à certaines heures. Les derniers services circulent entre Gare de Melun et Gare du Mée. - Date de dernière mise à jour : 12 mai 2018. | | | | | | | | |
| 3605  | Dernière actualisation : — | | | | | | | | |
| 3606  | Gare du Mée ⥋ Gare de Melun | Gare du Mée ⥋ Gare de Melun                                                                           | Gare du Mée ⥋ Gare de Melun                                                                           | Gare du Mée ⥋ Gare de Melun                                                                           | Gare du Mée ⥋ Gare de Melun                                                                           | Gare du Mée ⥋ Gare de Melun                                                                           | Gare du Mée ⥋ Gare de Melun                                                                           | Gare du Mée ⥋ Gare de Melun                                                                           | Gare du Mée ⥋ Gare de Melun                                                                           |
| 3606  | Ouverture / Fermeture — / — | Longueur —                                                                                            | Durée 15 à 25 min                                                                                     | Nb. d’arrêts 14                                                                                       | Matériel —                                                                                            | Jours de fonctionnement L, Ma, Me, J, V                                                               | Jour / Soir / Nuit / Fêtes O / N / N / N                                                              | Voy. / an —                                                                                           | Dépôt —                                                                                               |
| 3606  | Desserte : - Villes et lieux desservis : Le Mée-sur-Seine et Melun - Gares desservies : Le Mée et Melun | | | | | | | | |
| 3606  | Autre : - Zone traversée : 5 - Arrêts non accessibles aux UFR : De Croix Blanche - Poste à Melun — Gare - Amplitudes horaires : La ligne fonctionne du lundi au vendredi de 5 h 35 à 9 h 20 puis de 16 h 25 à 19 h 50. - Date de dernière mise à jour : 27 octobre 2017. | | | | | | | | |
| 3606  | Dernière actualisation : — | | | | | | | | |
| 3607  | Gare de Melun / Dammarie-les-Lys — Péguy ⥋ Vaux Pleins Vents | Gare de Melun / Dammarie-les-Lys — Péguy ⥋ Vaux Pleins Vents                                          | Gare de Melun / Dammarie-les-Lys — Péguy ⥋ Vaux Pleins Vents                                          | Gare de Melun / Dammarie-les-Lys — Péguy ⥋ Vaux Pleins Vents                                          | Gare de Melun / Dammarie-les-Lys — Péguy ⥋ Vaux Pleins Vents                                          | Gare de Melun / Dammarie-les-Lys — Péguy ⥋ Vaux Pleins Vents                                          | Gare de Melun / Dammarie-les-Lys — Péguy ⥋ Vaux Pleins Vents                                          | Gare de Melun / Dammarie-les-Lys — Péguy ⥋ Vaux Pleins Vents                                          | Gare de Melun / Dammarie-les-Lys — Péguy ⥋ Vaux Pleins Vents                                          |
| 3607  | Ouverture / Fermeture — / — | Longueur —                                                                                            | Durée —                                                                                               | Nb. d’arrêts 40                                                                                       | Matériel Urbanway 12 GNV Citaro Facelift                                                              | Jours de fonctionnement L, Ma, Me, J, V, S, D                                                         | Jour / Soir / Nuit / Fêtes O / O / N / O                                                              | Voy. / an —                                                                                           | Dépôt —                                                                                               |
| 3607  | Desserte : - Villes et lieux desservis : Melun, Vaux-le-Pénil et Dammarie-les-Lys - Gare desservie : Melun | | | | | | | | |
| 3607  | Autre : - Zone traversée : 5 - Arrêts non accessibles aux UFR : Gare de Melun, Place Chapu, Quai Rossignol, Praslin - Université, Saint-Liesne, Val de Noue et Route de Livry - Amplitudes horaires : La ligne fonctionne du lundi au vendredi de 5 h à 23 h 15, le samedi de 6 h 5 à 23 h 15 et les dimanches et fêtes de 7 h 45 à 21 h 10. - Particularités : La desserte de Dammarie se fait à raison d'un bus sur deux en heures de pointe et de façon systématique en heures creuses. - Date de dernière mise à jour : 2 septembre 2023. | | | | | | | | |
| 3607  | Dernière actualisation : — | | | | | | | | |
| 3608  | Gare de Melun ⥋ Vaux-le-Pénil — Curie - Foch | Gare de Melun ⥋ Vaux-le-Pénil — Curie - Foch                                                          | Gare de Melun ⥋ Vaux-le-Pénil — Curie - Foch                                                          | Gare de Melun ⥋ Vaux-le-Pénil — Curie - Foch                                                          | Gare de Melun ⥋ Vaux-le-Pénil — Curie - Foch                                                          | Gare de Melun ⥋ Vaux-le-Pénil — Curie - Foch                                                          | Gare de Melun ⥋ Vaux-le-Pénil — Curie - Foch                                                          | Gare de Melun ⥋ Vaux-le-Pénil — Curie - Foch                                                          | Gare de Melun ⥋ Vaux-le-Pénil — Curie - Foch                                                          |
| 3608  | Ouverture / Fermeture — / — | Longueur —                                                                                            | Durée 20-25 min                                                                                       | Nb. d’arrêts 16                                                                                       | Matériel Urbanway 12 GNV Citaro Facelift                                                              | Jours de fonctionnement L, Ma, Me, J, V                                                               | Jour / Soir / Nuit / Fêtes O / N / N / N                                                              | Voy. / an —                                                                                           | Dépôt —                                                                                               |
| 3608  | Desserte : - Villes et lieux desservis : Melun et Vaux-le-Pénil - Gare desservie : Melun | | | | | | | | |
| 3608  | Autre : - Zone traversée : 5 - Arrêts non accessibles aux UFR : Gare de Melun, Route de Livry et Val de Noue - Amplitudes horaires : La ligne fonctionne du lundi au vendredi de 6 h 25 à 7 h 50 à raison de trois courses à 30 minutes d'intervalle puis de 17 h 40 à 20 h 30 à raison de six courses à pratiquement 30 minutes d'intervalle. La desserte n'est pas assurée durant les grandes vacances. - Date de dernière mise à jour : 28 février 2023. | | | | | | | | |
| 3608  | Dernière actualisation : — | | | | | | | | |
| 3609  | Gare du Mée ⥋ Vaux-le-Pénil — Foch - 11 Novembre | Gare du Mée ⥋ Vaux-le-Pénil — Foch - 11 Novembre                                                      | Gare du Mée ⥋ Vaux-le-Pénil — Foch - 11 Novembre                                                      | Gare du Mée ⥋ Vaux-le-Pénil — Foch - 11 Novembre                                                      | Gare du Mée ⥋ Vaux-le-Pénil — Foch - 11 Novembre                                                      | Gare du Mée ⥋ Vaux-le-Pénil — Foch - 11 Novembre                                                      | Gare du Mée ⥋ Vaux-le-Pénil — Foch - 11 Novembre                                                      | Gare du Mée ⥋ Vaux-le-Pénil — Foch - 11 Novembre                                                      | Gare du Mée ⥋ Vaux-le-Pénil — Foch - 11 Novembre                                                      |
| 3609  | Ouverture / Fermeture — / — | Longueur —                                                                                            | Durée 50-55 min                                                                                       | Nb. d’arrêts 39                                                                                       | Matériel —                                                                                            | Jours de fonctionnement L, Ma, Me, J, V, S                                                            | Jour / Soir / Nuit / Fêtes O / N / N / N                                                              | Voy. / an —                                                                                           | Dépôt —                                                                                               |
| 3609  | Desserte : - Villes et lieux desservis : Le Mée-sur-Seine (complexe sportif René Rousselle, stade Pozoblanco, église évangélique baptiste, gymnase Benjamin Bernard, piscine municipale, Le Mas, collège Elsa Triolet, mairie, bureaux de la Chambre d'Agriculture de Région Île-de-France, chapelle Sainte-Croix, lycée George Sand, zone industrielle), Melun (escadron de gendarmerie mobile 21/1 — quartier Lemaître, zone d'aménagement concerté du Champ de Foire, Santépôle, collège Frédéric Chopin, conservatoire Les Deux Muses, centre commercial de Montaigu, synagogue, lycée Léonard de Vinci, collège Les Capucins, cimetière Nord, centre commercial des Mézéreaux, parc de Spelthorne, gymnase Pierre Lespiat, collège Pierre Brossolette, centre commercial Almont), Rubelles (zone d'activité commerciale des Hauts de Rubelles, bureaux de la CFE, de l'URSSAF Île-de-France 77, de la CPAM 77) et Vaux-le-Pénil (zone d'activités, gymnase Ladoumègue, collège La Mare aux Capucins, cimetière, maison des associations) - Gare desservie : Le Mée | | | | | | | | |
| 3609  | Autre : - Zone traversée : 5 - Arrêts non accessibles aux UFR : — - Amplitudes horaires : La ligne fonctionne du lundi au vendredi de 6 h à 21 h 50 et le samedi de 6 h 30 jusqu'à 21 h 45. - Date de dernière mise à jour : 2 septembre 2021. | | | | | | | | |
| 3609  | Dernière actualisation : — | | | | | | | | |

### Lignes 3610 à 3619
| Ligne | Caractéristiques | Caractéristiques                                                                           | Caractéristiques                                                                           | Caractéristiques                                                                           | Caractéristiques                                                                           | Caractéristiques                                                                           | Caractéristiques                                                                           | Caractéristiques                                                                           | Caractéristiques                                                                           |
| 3610  | Gare de Melun ⥋ Vaux-le-Pénil — Rond-Point du Bûcher | Gare de Melun ⥋ Vaux-le-Pénil — Rond-Point du Bûcher                                       | Gare de Melun ⥋ Vaux-le-Pénil — Rond-Point du Bûcher                                       | Gare de Melun ⥋ Vaux-le-Pénil — Rond-Point du Bûcher                                       | Gare de Melun ⥋ Vaux-le-Pénil — Rond-Point du Bûcher                                       | Gare de Melun ⥋ Vaux-le-Pénil — Rond-Point du Bûcher                                       | Gare de Melun ⥋ Vaux-le-Pénil — Rond-Point du Bûcher                                       | Gare de Melun ⥋ Vaux-le-Pénil — Rond-Point du Bûcher                                       | Gare de Melun ⥋ Vaux-le-Pénil — Rond-Point du Bûcher                                       |
| ----- | --- | ------------------------------------------------------------------------------------------ | ------------------------------------------------------------------------------------------ | ------------------------------------------------------------------------------------------ | ------------------------------------------------------------------------------------------ | ------------------------------------------------------------------------------------------ | ------------------------------------------------------------------------------------------ | ------------------------------------------------------------------------------------------ | ------------------------------------------------------------------------------------------ |
| 3610  | Ouverture / Fermeture — / — | Longueur —                                                                                 | Durée 35 à 40 min                                                                          | Nb. d’arrêts 30                                                                            | Matériel —                                                                                 | Jours de fonctionnement L, Ma, Me, J, V, S                                                 | Jour / Soir / Nuit / Fêtes O / N / N / N                                                   | Voy. / an —                                                                                | Dépôt —                                                                                    |
| 3610  | Desserte : - Villes et lieux desservis : Melun, Vaux-le-Pénil et Livry-sur-Seine - Gare desservie : Melun |                                                                                            |                                                                                            |                                                                                            |                                                                                            |                                                                                            |                                                                                            |                                                                                            |                                                                                            |
| 3610  | Autre : - Zone traversée : 5 - Arrêts non accessibles aux UFR : — - Amplitudes horaires : La ligne fonctionne du lundi au vendredi de 6 h à 20 h 15 et le samedi jusqu'à 20 h 5. - Date de dernière mise à jour : 13 septembre 2018. |                                                                                            |                                                                                            |                                                                                            |                                                                                            |                                                                                            |                                                                                            |                                                                                            |                                                                                            |
| 3610  | Dernière actualisation : — |                                                                                            |                                                                                            |                                                                                            |                                                                                            |                                                                                            |                                                                                            |                                                                                            |                                                                                            |
| 3611  | Limoges-Fourches — Villaroche Nord ⥋ Gare de Melun | Limoges-Fourches — Villaroche Nord ⥋ Gare de Melun                                         | Limoges-Fourches — Villaroche Nord ⥋ Gare de Melun                                         | Limoges-Fourches — Villaroche Nord ⥋ Gare de Melun                                         | Limoges-Fourches — Villaroche Nord ⥋ Gare de Melun                                         | Limoges-Fourches — Villaroche Nord ⥋ Gare de Melun                                         | Limoges-Fourches — Villaroche Nord ⥋ Gare de Melun                                         | Limoges-Fourches — Villaroche Nord ⥋ Gare de Melun                                         | Limoges-Fourches — Villaroche Nord ⥋ Gare de Melun                                         |
| 3611  | Ouverture / Fermeture — / — | Longueur —                                                                                 | Durée 20 à 45 min                                                                          | Nb. d’arrêts 19                                                                            | Matériel Standard                                                                          | Jours de fonctionnement L, Ma, Me, J, V, S                                                 | Jour / Soir / Nuit / Fêtes O / N / N / N                                                   | Voy. / an —                                                                                | Dépôt —                                                                                    |
| 3611  | Desserte : - Villes et lieux desservis : Melun (collège Les Capucins, palais de justice), Voisenon, Montereau-sur-le-Jard (aérodrome, SNECMA) et Limoges-Fourches - Gare desservie : Melun |                                                                                            |                                                                                            |                                                                                            |                                                                                            |                                                                                            |                                                                                            |                                                                                            |                                                                                            |
| 3611  | Autre : - Zone traversée : 5 - Arrêts non accessibles aux UFR : — - Amplitudes horaires : La ligne fonctionne : - du lundi au vendredi de 5 h 40 à 9 h 35 puis de 12 h 40 à 14 h 15 (1 aller-retour) et enfin, de 16 h 15 jusqu'à 20 h 40 et le samedi de 6 h 15 à 10 h 40 puis de 16 h 15 jusqu'à 20 h 15. - le samedi à raison de deux aller-retour, le premier entre 5 h 10 et 6 h 35 limité à Adrienne Bolland et le second entre 12 h 40 et 12 h 40 et 14 h 15. - Particularités : - La desserte de Mairie de Voisenon est uniquement observé le matin vers Limoges-Fourches, le soir vers Melun, et inversement pour les arrêts Château du Jard et Le Plateau. - Aux heures creuses et toute la journée du samedi, la ligne est remplacée par le TAD Melun Nord. - Date de dernière mise à jour : 21 octobre 2024. |                                                                                            |                                                                                            |                                                                                            |                                                                                            |                                                                                            |                                                                                            |                                                                                            |                                                                                            |
| 3611  | Dernière actualisation : — |                                                                                            |                                                                                            |                                                                                            |                                                                                            |                                                                                            |                                                                                            |                                                                                            |                                                                                            |
| 3612  | (Circulaire) Gare de Melun ⥋ via Chaussy et Gare Routière Mail | (Circulaire) Gare de Melun ⥋ via Chaussy et Gare Routière Mail                             | (Circulaire) Gare de Melun ⥋ via Chaussy et Gare Routière Mail                             | (Circulaire) Gare de Melun ⥋ via Chaussy et Gare Routière Mail                             | (Circulaire) Gare de Melun ⥋ via Chaussy et Gare Routière Mail                             | (Circulaire) Gare de Melun ⥋ via Chaussy et Gare Routière Mail                             | (Circulaire) Gare de Melun ⥋ via Chaussy et Gare Routière Mail                             | (Circulaire) Gare de Melun ⥋ via Chaussy et Gare Routière Mail                             | (Circulaire) Gare de Melun ⥋ via Chaussy et Gare Routière Mail                             |
| 3612  | Ouverture / Fermeture — / — | Longueur —                                                                                 | Durée 10 min                                                                               | Nb. d’arrêts 7                                                                             | Matériel —                                                                                 | Jours de fonctionnement L, Ma, Me, J, V, S                                                 | Jour / Soir / Nuit / Fêtes O / N / N / N                                                   | Voy. / an —                                                                                | Dépôt —                                                                                    |
| 3612  | Desserte : - Ville et lieux desservis : Melun - Gare desservie : Melun |                                                                                            |                                                                                            |                                                                                            |                                                                                            |                                                                                            |                                                                                            |                                                                                            |                                                                                            |
| 3612  | Autre : - Zone traversée : 5 - Arrêts non accessibles aux UFR : — - Amplitudes horaires : La ligne fonctionne du lundi au vendredi de 6 h 10 à 20 h 35 et le samedi de 7 h 25 à 16 h 35. - Date de dernière mise à jour : 27 octobre 2017. |                                                                                            |                                                                                            |                                                                                            |                                                                                            |                                                                                            |                                                                                            |                                                                                            |                                                                                            |
| 3612  | Dernière actualisation : — |                                                                                            |                                                                                            |                                                                                            |                                                                                            |                                                                                            |                                                                                            |                                                                                            |                                                                                            |
| 3613  | Melun — Place des Trois Horloges ⥋ Melun — Centre Commercial Almont via Rubelles et Maincy | Melun — Place des Trois Horloges ⥋ Melun — Centre Commercial Almont via Rubelles et Maincy | Melun — Place des Trois Horloges ⥋ Melun — Centre Commercial Almont via Rubelles et Maincy | Melun — Place des Trois Horloges ⥋ Melun — Centre Commercial Almont via Rubelles et Maincy | Melun — Place des Trois Horloges ⥋ Melun — Centre Commercial Almont via Rubelles et Maincy | Melun — Place des Trois Horloges ⥋ Melun — Centre Commercial Almont via Rubelles et Maincy | Melun — Place des Trois Horloges ⥋ Melun — Centre Commercial Almont via Rubelles et Maincy | Melun — Place des Trois Horloges ⥋ Melun — Centre Commercial Almont via Rubelles et Maincy | Melun — Place des Trois Horloges ⥋ Melun — Centre Commercial Almont via Rubelles et Maincy |
| 3613  | Ouverture / Fermeture — / — | Longueur —                                                                                 | Durée 20 à 30 min                                                                          | Nb. d’arrêts 13                                                                            | Matériel —                                                                                 | Jours de fonctionnement L, Ma, Me, J, V                                                    | Jour / Soir / Nuit / Fêtes O / N / N / N                                                   | Voy. / an —                                                                                | Dépôt —                                                                                    |
| 3613  | Desserte : - Villes et lieux desservis : Melun, Rubelles, Maincy et Vaux-le-Pénil |                                                                                            |                                                                                            |                                                                                            |                                                                                            |                                                                                            |                                                                                            |                                                                                            |                                                                                            |
| 3613  | Autre : - Zone traversée : 5 - Arrêts non accessibles aux UFR : — - Amplitudes horaires : La ligne fonctionne du lundi au samedi de 6 h 15 à 9 h 40, puis de 16 h 30 à 20 h 25, à raison d'une fréquence toutes les demi-heures. - Particularités : - En période scolaire, une course observe les arrêts ZAC Saint-Exupéry et Henri Guy. - Aux heures creuses, la ligne est remplacée par le TAD Melun Nord. - Date de dernière mise à jour : 3 novembre 2020. |                                                                                            |                                                                                            |                                                                                            |                                                                                            |                                                                                            |                                                                                            |                                                                                            |                                                                                            |
| 3613  | Dernière actualisation : — |                                                                                            |                                                                                            |                                                                                            |                                                                                            |                                                                                            |                                                                                            |                                                                                            |                                                                                            |

### Lignes 3630 à 3639
| Ligne | Caractéristiques | Caractéristiques                                                                            | Caractéristiques                                                                            | Caractéristiques                                                                            | Caractéristiques                                                                            | Caractéristiques                                                                            | Caractéristiques                                                                            | Caractéristiques                                                                            | Caractéristiques                                                                            |
| 3630  | Gare de Cesson (Gare de Ponthierry - Pringy en heures creuses) ⥋ Dammarie-les-Lys — Chamlys | Gare de Cesson (Gare de Ponthierry - Pringy en heures creuses) ⥋ Dammarie-les-Lys — Chamlys | Gare de Cesson (Gare de Ponthierry - Pringy en heures creuses) ⥋ Dammarie-les-Lys — Chamlys | Gare de Cesson (Gare de Ponthierry - Pringy en heures creuses) ⥋ Dammarie-les-Lys — Chamlys | Gare de Cesson (Gare de Ponthierry - Pringy en heures creuses) ⥋ Dammarie-les-Lys — Chamlys | Gare de Cesson (Gare de Ponthierry - Pringy en heures creuses) ⥋ Dammarie-les-Lys — Chamlys | Gare de Cesson (Gare de Ponthierry - Pringy en heures creuses) ⥋ Dammarie-les-Lys — Chamlys | Gare de Cesson (Gare de Ponthierry - Pringy en heures creuses) ⥋ Dammarie-les-Lys — Chamlys | Gare de Cesson (Gare de Ponthierry - Pringy en heures creuses) ⥋ Dammarie-les-Lys — Chamlys |
| ----- | --- | ------------------------------------------------------------------------------------------- | ------------------------------------------------------------------------------------------- | ------------------------------------------------------------------------------------------- | ------------------------------------------------------------------------------------------- | ------------------------------------------------------------------------------------------- | ------------------------------------------------------------------------------------------- | ------------------------------------------------------------------------------------------- | ------------------------------------------------------------------------------------------- |
| 3630  | Ouverture / Fermeture — / — | Longueur —                                                                                  | Durée 25 à 50 min                                                                           | Nb. d’arrêts 23 (13)                                                                        | Matériel —                                                                                  | Jours de fonctionnement L, Ma, Me, J, V, S                                                  | Jour / Soir / Nuit / Fêtes O / N / N / N                                                    | Voy. / an —                                                                                 | Dépôt —                                                                                     |
| 3630  | Desserte : - Villes et lieux desservis : Cesson, Seine-Port, Boissise-le-Roi, Saint-Fargeau-Ponthierry, Boissise-le-Roi, Villiers-en-Bière, Dammarie-les-Lys - Gares desservie : Cesson, Ponthierry - Pringy et Boissise-le-Roi |                                                                                             |                                                                                             |                                                                                             |                                                                                             |                                                                                             |                                                                                             |                                                                                             |                                                                                             |
| 3630  | Autre : - Zone traversée : 5 - Arrêts non accessibles aux UFR : — - Amplitudes horaires : La ligne fonctionne du lundi au samedi de 6 h 10 à 21 h 25, sauf durant les vacances d'été. - Particularités : En semaine entre 9 h et 15 h 45, le tronçon Cesson-Saint-Fargeau est remplacé par le service de transport à la demande « TàD Sainte-Assise ». - Date de dernière mise à jour : 10 mai 2022.                                                                                             |                                                                                             |                                                                                             |                                                                                             |                                                                                             |                                                                                             |                                                                                             |                                                                                             |                                                                                             |
| 3630  | Dernière actualisation : — |                                                                                             |                                                                                             |                                                                                             |                                                                                             |                                                                                             |                                                                                             |                                                                                             |                                                                                             |
| 3631  | Gare de Melun ⥋ Saint Fargeau-Haut Pré | Gare de Melun ⥋ Saint Fargeau-Haut Pré                                                      | Gare de Melun ⥋ Saint Fargeau-Haut Pré                                                      | Gare de Melun ⥋ Saint Fargeau-Haut Pré                                                      | Gare de Melun ⥋ Saint Fargeau-Haut Pré                                                      | Gare de Melun ⥋ Saint Fargeau-Haut Pré                                                      | Gare de Melun ⥋ Saint Fargeau-Haut Pré                                                      | Gare de Melun ⥋ Saint Fargeau-Haut Pré                                                      | Gare de Melun ⥋ Saint Fargeau-Haut Pré                                                      |
| 3631  | Ouverture / Fermeture — / — | Longueur —                                                                                  | Durée 40 min                                                                                | Nb. d’arrêts 14                                                                             | Matériel Bus Standard,Autocars                                                              | Jours de fonctionnement L, Ma, Me, J, V, S                                                  | Jour / Soir / Nuit / Fêtes O / N / N / N                                                    | Voy. / an —                                                                                 | Dépôt —                                                                                     |
| 3631  | Desserte : - Villes et lieux desservis : Melun, Dammarie-les-Lys, Villiers-en-Bière, Saint-Sauveur-sur-École et Saint-Fargeau-Ponthierry - Gares desservie : Melun et Ponthierry - Pringy |                                                                                             |                                                                                             |                                                                                             |                                                                                             |                                                                                             |                                                                                             |                                                                                             |                                                                                             |
| 3631  | Autre : - Zone traversée : 5 - Arrêts non accessibles aux UFR : — - Amplitudes horaires : La ligne fonctionne : - toute l'année du lundi au vendredi de 6 h 25 à 21 h 20, - et le samedi, puis dès 7 h 40 i. - Date de dernière mise à jour : 3 novembre 2020. |                                                                                             |                                                                                             |                                                                                             |                                                                                             |                                                                                             |                                                                                             |                                                                                             |                                                                                             |
| 3631  | Dernière actualisation : — |                                                                                             |                                                                                             |                                                                                             |                                                                                             |                                                                                             |                                                                                             |                                                                                             |                                                                                             |
| 3632  | (Circulaire ) Gare de Cesson ⥋ via Saint-Fargeau-Ponthierry — Grands Cèdres | (Circulaire ) Gare de Cesson ⥋ via Saint-Fargeau-Ponthierry — Grands Cèdres                 | (Circulaire ) Gare de Cesson ⥋ via Saint-Fargeau-Ponthierry — Grands Cèdres                 | (Circulaire ) Gare de Cesson ⥋ via Saint-Fargeau-Ponthierry — Grands Cèdres                 | (Circulaire ) Gare de Cesson ⥋ via Saint-Fargeau-Ponthierry — Grands Cèdres                 | (Circulaire ) Gare de Cesson ⥋ via Saint-Fargeau-Ponthierry — Grands Cèdres                 | (Circulaire ) Gare de Cesson ⥋ via Saint-Fargeau-Ponthierry — Grands Cèdres                 | (Circulaire ) Gare de Cesson ⥋ via Saint-Fargeau-Ponthierry — Grands Cèdres                 | (Circulaire ) Gare de Cesson ⥋ via Saint-Fargeau-Ponthierry — Grands Cèdres                 |
| 3632  | Ouverture / Fermeture — / — | Longueur —                                                                                  | Durée 25 à 50 min                                                                           | Nb. d’arrêts 11                                                                             | Matériel —                                                                                  | Jours de fonctionnement L, Ma, Me, J, V                                                     | Jour / Soir / Nuit / Fêtes O / N / N / N                                                    | Voy. / an —                                                                                 | Dépôt —                                                                                     |
| 3632  | Desserte : - Villes et lieux desservis : Cesson et Saint-Fargeau-Ponthierry - Gares desservie : Cesson et Ponthierry - Pringy |                                                                                             |                                                                                             |                                                                                             |                                                                                             |                                                                                             |                                                                                             |                                                                                             |                                                                                             |
| 3632  | Autre : - Zone traversée : 5 - Arrêts non accessibles aux UFR : — - Amplitudes horaires : La ligne fonctionne en période scolaire du lundi au vendredi de 6 h 5 à 9 h 15 puis de 17 h 25 à 20 h 15. - Particularités : - La première course part de Grands Cèdres, sans desservir les arrêts situés sur le RD 607. - Le matin, la desserte circulaire de Saint-Fargeau-Ponthierry passe d'abord par Hôtel de Ville, et le soir, par Orangerie. - Date de dernière mise à jour : 3 novembre 2020. |                                                                                             |                                                                                             |                                                                                             |                                                                                             |                                                                                             |                                                                                             |                                                                                             |                                                                                             |
| 3632  | Dernière actualisation : — |                                                                                             |                                                                                             |                                                                                             |                                                                                             |                                                                                             |                                                                                             |                                                                                             |                                                                                             |
| 3633  | (Circulaire) Gare de Ponthierry - Pringy ⥋ via Pringy — Maisonneraie | (Circulaire) Gare de Ponthierry - Pringy ⥋ via Pringy — Maisonneraie                        | (Circulaire) Gare de Ponthierry - Pringy ⥋ via Pringy — Maisonneraie                        | (Circulaire) Gare de Ponthierry - Pringy ⥋ via Pringy — Maisonneraie                        | (Circulaire) Gare de Ponthierry - Pringy ⥋ via Pringy — Maisonneraie                        | (Circulaire) Gare de Ponthierry - Pringy ⥋ via Pringy — Maisonneraie                        | (Circulaire) Gare de Ponthierry - Pringy ⥋ via Pringy — Maisonneraie                        | (Circulaire) Gare de Ponthierry - Pringy ⥋ via Pringy — Maisonneraie                        | (Circulaire) Gare de Ponthierry - Pringy ⥋ via Pringy — Maisonneraie                        |
| 3633  | Ouverture / Fermeture — / — | Longueur —                                                                                  | Durée 20 à 25 min                                                                           | Nb. d’arrêts 17                                                                             | Matériel —                                                                                  | Jours de fonctionnement L, Ma, Me, J, V                                                     | Jour / Soir / Nuit / Fêtes O / N / N / N                                                    | Voy. / an —                                                                                 | Dépôt —                                                                                     |
| 3633  | Desserte : - Villes et lieux desservis : Saint-Fargeau-Ponthierry et Pringy - Gare desservie : Ponthierry - Pringy |                                                                                             |                                                                                             |                                                                                             |                                                                                             |                                                                                             |                                                                                             |                                                                                             |                                                                                             |
| 3633  | Autre : - Zone traversée : 5 - Arrêts non accessibles aux UFR : — - Amplitudes horaires : La ligne fonctionne du lundi au vendredi de 6 h à 20 h. La fréquence est d'un bus toutes les demi-heures aux heures de pointe, et un bus par heure aux heures creuses. - Particularités : La première course part de Piscine, la dernière est limitée à Agora. - Date de dernière mise à jour : 3 novembre 2020.                                                                                       |                                                                                             |                                                                                             |                                                                                             |                                                                                             |                                                                                             |                                                                                             |                                                                                             |                                                                                             |
| 3633  | Dernière actualisation : — |                                                                                             |                                                                                             |                                                                                             |                                                                                             |                                                                                             |                                                                                             |                                                                                             |                                                                                             |
| 3634  | Gare du Mée ⥋ Gare de Ponthierry - Pringy | Gare du Mée ⥋ Gare de Ponthierry - Pringy                                                   | Gare du Mée ⥋ Gare de Ponthierry - Pringy                                                   | Gare du Mée ⥋ Gare de Ponthierry - Pringy                                                   | Gare du Mée ⥋ Gare de Ponthierry - Pringy                                                   | Gare du Mée ⥋ Gare de Ponthierry - Pringy                                                   | Gare du Mée ⥋ Gare de Ponthierry - Pringy                                                   | Gare du Mée ⥋ Gare de Ponthierry - Pringy                                                   | Gare du Mée ⥋ Gare de Ponthierry - Pringy                                                   |
| 3634  | Ouverture / Fermeture — / — | Longueur —                                                                                  | Durée 55 min                                                                                | Nb. d’arrêts 14                                                                             | Matériel —                                                                                  | Jours de fonctionnement L, Ma, Me, J, V, S                                                  | Jour / Soir / Nuit / Fêtes O / N / N / N                                                    | Voy. / an —                                                                                 | Dépôt —                                                                                     |
| 3634  | Desserte : - Villes et lieux desservis : Le Mée-sur-Seine, Boissettes, Boissise-la-Bertrand et Saint-Fargeau-Ponthierry - Gare desservie : Le Mée et Ponthierry - Pringy |                                                                                             |                                                                                             |                                                                                             |                                                                                             |                                                                                             |                                                                                             |                                                                                             |                                                                                             |
| 3634  | Autre : - Zone traversée : 5 - Arrêts non accessibles aux UFR : — - Amplitudes horaires : La ligne fonctionne du lundi au samedi de 6 h à 9 h et de 15 h 45 à 20 h 30. - Particularités : Entre 9 h et 15 h 45, la ligne est remplacée par le service de transport à la demande « TàD Sainte-Assise ». - Date de dernière mise à jour : 10 mai 2022. |                                                                                             |                                                                                             |                                                                                             |                                                                                             |                                                                                             |                                                                                             |                                                                                             |                                                                                             |
| 3634  | Dernière actualisation : — |                                                                                             |                                                                                             |                                                                                             |                                                                                             |                                                                                             |                                                                                             |                                                                                             |                                                                                             |

### Lignes 3651 à 3659
| Ligne | Caractéristiques | Caractéristiques                                                                            | Caractéristiques                                                                            | Caractéristiques                                                                            | Caractéristiques                                                                            | Caractéristiques                                                                            | Caractéristiques                                                                            | Caractéristiques                                                                            | Caractéristiques                                                                            |
| 3651  | Boissise-la-Bertrand — Beaulieu ⥋ Voisenon — Nazareth | Boissise-la-Bertrand — Beaulieu ⥋ Voisenon — Nazareth                                       | Boissise-la-Bertrand — Beaulieu ⥋ Voisenon — Nazareth                                       | Boissise-la-Bertrand — Beaulieu ⥋ Voisenon — Nazareth                                       | Boissise-la-Bertrand — Beaulieu ⥋ Voisenon — Nazareth                                       | Boissise-la-Bertrand — Beaulieu ⥋ Voisenon — Nazareth                                       | Boissise-la-Bertrand — Beaulieu ⥋ Voisenon — Nazareth                                       | Boissise-la-Bertrand — Beaulieu ⥋ Voisenon — Nazareth                                       | Boissise-la-Bertrand — Beaulieu ⥋ Voisenon — Nazareth                                       |
| ----- | --- | ------------------------------------------------------------------------------------------- | ------------------------------------------------------------------------------------------- | ------------------------------------------------------------------------------------------- | ------------------------------------------------------------------------------------------- | ------------------------------------------------------------------------------------------- | ------------------------------------------------------------------------------------------- | ------------------------------------------------------------------------------------------- | ------------------------------------------------------------------------------------------- |
| 3651  | Ouverture / Fermeture — / — | Longueur —                                                                                  | Durée 40 à 45 min                                                                           | Nb. d’arrêts 21                                                                             | Matériel Ares Récréo                                                                        | Jours de fonctionnement L, Ma, Me, J, V                                                     | Jour / Soir / Nuit / Fêtes O / N / N / N                                                    | Voy. / an —                                                                                 | Dépôt —                                                                                     |
| 3651  | Desserte : - Villes et lieux desservis : Boissise-la-Bertrand, Boissettes, Le Mée-sur-Seine, Melun et Voisenon - Gare desservie : Le Mée |                                                                                             |                                                                                             |                                                                                             |                                                                                             |                                                                                             |                                                                                             |                                                                                             |                                                                                             |
| 3651  | Autre : - Zone traversée : 5 - Arrêts non accessibles aux UFR : — - Amplitudes horaires : La ligne fonctionne du lundi au vendredi en période scolaire de 7 h 20 à 8 h 5 puis de 16 h 50 à 17 h 35 / 12 h 25 à 13 h 5 (le mercredi uniquement). - Date de dernière mise à jour : 2 septembre 2023. |                                                                                             |                                                                                             |                                                                                             |                                                                                             |                                                                                             |                                                                                             |                                                                                             |                                                                                             |
| 3651  | Dernière actualisation : — |                                                                                             |                                                                                             |                                                                                             |                                                                                             |                                                                                             |                                                                                             |                                                                                             |                                                                                             |
| 3652  | Seine-Port — Sainte-Assise ou La Chesnaie ⥋ Melun — Gambetta ou Voisenon — Collège Nazareth | Seine-Port — Sainte-Assise ou La Chesnaie ⥋ Melun — Gambetta ou Voisenon — Collège Nazareth | Seine-Port — Sainte-Assise ou La Chesnaie ⥋ Melun — Gambetta ou Voisenon — Collège Nazareth | Seine-Port — Sainte-Assise ou La Chesnaie ⥋ Melun — Gambetta ou Voisenon — Collège Nazareth | Seine-Port — Sainte-Assise ou La Chesnaie ⥋ Melun — Gambetta ou Voisenon — Collège Nazareth | Seine-Port — Sainte-Assise ou La Chesnaie ⥋ Melun — Gambetta ou Voisenon — Collège Nazareth | Seine-Port — Sainte-Assise ou La Chesnaie ⥋ Melun — Gambetta ou Voisenon — Collège Nazareth | Seine-Port — Sainte-Assise ou La Chesnaie ⥋ Melun — Gambetta ou Voisenon — Collège Nazareth | Seine-Port — Sainte-Assise ou La Chesnaie ⥋ Melun — Gambetta ou Voisenon — Collège Nazareth |
| 3652  | Ouverture / Fermeture — / — | Longueur —                                                                                  | Durée 35 à 60 min                                                                           | Nb. d’arrêts 17                                                                             | Matériel Ares Récréo                                                                        | Jours de fonctionnement L, Ma, Me, J, V                                                     | Jour / Soir / Nuit / Fêtes O / N / N / N                                                    | Voy. / an —                                                                                 | Dépôt —                                                                                     |
| 3652  | Desserte : - Villes et lieux desservis : Seine-Port, Cesson, Voisenon et Melun - Gare desservie : Cesson |                                                                                             |                                                                                             |                                                                                             |                                                                                             |                                                                                             |                                                                                             |                                                                                             |                                                                                             |
| 3652  | Autre : - Zone traversée : 5 - Arrêts non accessibles aux UFR : — - Amplitudes horaires : La ligne fonctionne du lundi au vendredi en période scolaire de 7 h 20 à 8 h 5 puis de 16 h 30 à 17 h 30 / 12 h 20 à 13 h 10 (le mercredi uniquement). - Particularités : À Seine-Port, Chemin de la Justice et Saint-Assise selon les courses sont les terminus et La Chesnaie est le point de départ. - Date de dernière mise à jour : 2 septembre 2023. |                                                                                             |                                                                                             |                                                                                             |                                                                                             |                                                                                             |                                                                                             |                                                                                             |                                                                                             |
| 3652  | Dernière actualisation : — |                                                                                             |                                                                                             |                                                                                             |                                                                                             |                                                                                             |                                                                                             |                                                                                             |                                                                                             |
| 3653  | Seine-Port — Sainte-Assise ⥋ Melun — Gambetta | Seine-Port — Sainte-Assise ⥋ Melun — Gambetta                                               | Seine-Port — Sainte-Assise ⥋ Melun — Gambetta                                               | Seine-Port — Sainte-Assise ⥋ Melun — Gambetta                                               | Seine-Port — Sainte-Assise ⥋ Melun — Gambetta                                               | Seine-Port — Sainte-Assise ⥋ Melun — Gambetta                                               | Seine-Port — Sainte-Assise ⥋ Melun — Gambetta                                               | Seine-Port — Sainte-Assise ⥋ Melun — Gambetta                                               | Seine-Port — Sainte-Assise ⥋ Melun — Gambetta                                               |
| 3653  | Ouverture / Fermeture — / — | Longueur —                                                                                  | Durée 30 à 55 min                                                                           | Nb. d’arrêts 27                                                                             | Matériel Ares Récréo                                                                        | Jours de fonctionnement L, Ma, Me, J, V, S                                                  | Jour / Soir / Nuit / Fêtes O / N / N / N                                                    | Voy. / an —                                                                                 | Dépôt —                                                                                     |
| 3653  | Desserte : - Villes et lieux desservis : Seine-Port, Boissise-la-Bertrand, Boissettes, Le Mée-sur-Seine et Melun - Gare desservie : Le Mée |                                                                                             |                                                                                             |                                                                                             |                                                                                             |                                                                                             |                                                                                             |                                                                                             |                                                                                             |
| 3653  | Autre : - Zone traversée : 5 - Arrêts non accessibles aux UFR : — - Amplitudes horaires : La ligne fonctionne en période scolaire le lundi, mardi, jeudi et vendredi de 7 h à 9 h 10 puis de 16 h 30 à 18 h 30 et le mercredi et le samedi de 7 h à 9 h 10 puis de 12 h 10 à 13 h 10. - Particularités : Il existe une course le mercredi et le samedi midi, au départ du lycée George Sand, ne desservant pas Melun et limitée à Beaulieu. - Date de dernière mise à jour : 2 septembre 2023.                                                                                       |                                                                                             |                                                                                             |                                                                                             |                                                                                             |                                                                                             |                                                                                             |                                                                                             |                                                                                             |
| 3653  | Dernière actualisation : — |                                                                                             |                                                                                             |                                                                                             |                                                                                             |                                                                                             |                                                                                             |                                                                                             |                                                                                             |
| 3654  | Boissise-le-Roi — Place Caerano ou Faronville ⥋ Melun — Place des Trois Horloges | Boissise-le-Roi — Place Caerano ou Faronville ⥋ Melun — Place des Trois Horloges            | Boissise-le-Roi — Place Caerano ou Faronville ⥋ Melun — Place des Trois Horloges            | Boissise-le-Roi — Place Caerano ou Faronville ⥋ Melun — Place des Trois Horloges            | Boissise-le-Roi — Place Caerano ou Faronville ⥋ Melun — Place des Trois Horloges            | Boissise-le-Roi — Place Caerano ou Faronville ⥋ Melun — Place des Trois Horloges            | Boissise-le-Roi — Place Caerano ou Faronville ⥋ Melun — Place des Trois Horloges            | Boissise-le-Roi — Place Caerano ou Faronville ⥋ Melun — Place des Trois Horloges            | Boissise-le-Roi — Place Caerano ou Faronville ⥋ Melun — Place des Trois Horloges            |
| 3654  | Ouverture / Fermeture — / — | Longueur —                                                                                  | Durée 30 à 55 min                                                                           | Nb. d’arrêts 22                                                                             | Matériel Ares Récréo                                                                        | Jours de fonctionnement L, Ma, Me, J, V, S                                                  | Jour / Soir / Nuit / Fêtes O / N / N / N                                                    | Voy. / an —                                                                                 | Dépôt —                                                                                     |
| 3654  | Desserte : - Villes et lieux desservis : Boissise-le-Roi, Dammarie-les-Lys et Melun - Gare desservie : Boissise-le-Roi |                                                                                             |                                                                                             |                                                                                             |                                                                                             |                                                                                             |                                                                                             |                                                                                             |                                                                                             |
| 3654  | Autre : - Zone traversée : 5 - Arrêts non accessibles aux UFR : — - Amplitudes horaires : La ligne fonctionne en période scolaire le lundi, mardi, jeudi et vendredi de 7 h 10 à 9 h puis de 14 h 55 à 18 h 15 et le mercredi et le samedi de 7 h 10 à 9 h puis de 11 h 20 à 13 h 10. - Particularités : - Bon nombre des courses se limitent au tronçon entre Boississe-le-Roi et Joliot Curie, et sont directs entre cet arrêt et Bel Air. - À Boississe-le-Roi, Faronville est le terminus et Place Caerano l'arrêt de départ. - Date de dernière mise à jour : 2 septembre 2023. |                                                                                             |                                                                                             |                                                                                             |                                                                                             |                                                                                             |                                                                                             |                                                                                             |                                                                                             |
| 3654  | Dernière actualisation : — |                                                                                             |                                                                                             |                                                                                             |                                                                                             |                                                                                             |                                                                                             |                                                                                             |                                                                                             |
| 3655  | Gare de Melun ⥋ Voisenon — Château du Jard | Gare de Melun ⥋ Voisenon — Château du Jard                                                  | Gare de Melun ⥋ Voisenon — Château du Jard                                                  | Gare de Melun ⥋ Voisenon — Château du Jard                                                  | Gare de Melun ⥋ Voisenon — Château du Jard                                                  | Gare de Melun ⥋ Voisenon — Château du Jard                                                  | Gare de Melun ⥋ Voisenon — Château du Jard                                                  | Gare de Melun ⥋ Voisenon — Château du Jard                                                  | Gare de Melun ⥋ Voisenon — Château du Jard                                                  |
| 3655  | Ouverture / Fermeture — / — | Longueur —                                                                                  | Durée 35 min                                                                                | Nb. d’arrêts 8                                                                              | Matériel —                                                                                  | Jours de fonctionnement L, Ma, Me, J, V                                                     | Jour / Soir / Nuit / Fêtes O / N / N / N                                                    | Voy. / an —                                                                                 | Dépôt —                                                                                     |
| 3655  | Desserte : - Villes et lieux desservis : Melun et Voisenon - Gare desservie : Melun |                                                                                             |                                                                                             |                                                                                             |                                                                                             |                                                                                             |                                                                                             |                                                                                             |                                                                                             |
| 3655  | Autre : - Zone traversée : 5 - Arrêts non accessibles aux UFR : — - Amplitudes horaires : La ligne fonctionne uniquement en période scolaire par une course le lundi, le mardi, le jeudi et le vendredi après-midi ainsi que le mercredi midi, seulement depuis Voisenon vers Melun. - Date de dernière mise à jour : 2 septembre 2023. |                                                                                             |                                                                                             |                                                                                             |                                                                                             |                                                                                             |                                                                                             |                                                                                             |                                                                                             |
| 3655  | Dernière actualisation : — |                                                                                             |                                                                                             |                                                                                             |                                                                                             |                                                                                             |                                                                                             |                                                                                             |                                                                                             |
| 3656  | Vaux-le-Pénil — Javal ⥋ Voisenon — Nazareth ou Château du Jard | Vaux-le-Pénil — Javal ⥋ Voisenon — Nazareth ou Château du Jard                              | Vaux-le-Pénil — Javal ⥋ Voisenon — Nazareth ou Château du Jard                              | Vaux-le-Pénil — Javal ⥋ Voisenon — Nazareth ou Château du Jard                              | Vaux-le-Pénil — Javal ⥋ Voisenon — Nazareth ou Château du Jard                              | Vaux-le-Pénil — Javal ⥋ Voisenon — Nazareth ou Château du Jard                              | Vaux-le-Pénil — Javal ⥋ Voisenon — Nazareth ou Château du Jard                              | Vaux-le-Pénil — Javal ⥋ Voisenon — Nazareth ou Château du Jard                              | Vaux-le-Pénil — Javal ⥋ Voisenon — Nazareth ou Château du Jard                              |
| 3656  | Ouverture / Fermeture — / — | Longueur —                                                                                  | Durée 20 à 45 min                                                                           | Nb. d’arrêts 30                                                                             | Matériel —                                                                                  | Jours de fonctionnement L, Ma, Me, J, V, S                                                  | Jour / Soir / Nuit / Fêtes O / N / N / N                                                    | Voy. / an —                                                                                 | Dépôt —                                                                                     |
| 3656  | Desserte : - Villes et lieux desservis : Vaux-le-Pénil, Livry-sur-Seine, Melun et Voisenon - Gare desservie : Livry-sur-Seine |                                                                                             |                                                                                             |                                                                                             |                                                                                             |                                                                                             |                                                                                             |                                                                                             |                                                                                             |
| 3656  | Autre : - Zone traversée : 5 - Arrêts non accessibles aux UFR : — - Amplitudes horaires : La ligne fonctionne en période scolaire le lundi, mardi, jeudi et vendredi de 7 h 25 à 8 h 20 puis de 16 h 45 à 17 h 25, ramenée le mercredi de 12 h 15 à 12 h 55 et le samedi de 7 h 55 à 8 h 20. - Particularités : À Voisenon, Nazareth est le terminus et Château du Jard est le point de départ. Une seule course le matin a pour terminus le collège Mare aux Champs. - Date de dernière mise à jour : 2 septembre 2023.                                                             |                                                                                             |                                                                                             |                                                                                             |                                                                                             |                                                                                             |                                                                                             |                                                                                             |                                                                                             |
| 3656  | Dernière actualisation : — |                                                                                             |                                                                                             |                                                                                             |                                                                                             |                                                                                             |                                                                                             |                                                                                             |                                                                                             |
| 3657  | Gare du Mée ⥋ Vaux-le-Pénil — Place du 14 Juillet | Gare du Mée ⥋ Vaux-le-Pénil — Place du 14 Juillet                                           | Gare du Mée ⥋ Vaux-le-Pénil — Place du 14 Juillet                                           | Gare du Mée ⥋ Vaux-le-Pénil — Place du 14 Juillet                                           | Gare du Mée ⥋ Vaux-le-Pénil — Place du 14 Juillet                                           | Gare du Mée ⥋ Vaux-le-Pénil — Place du 14 Juillet                                           | Gare du Mée ⥋ Vaux-le-Pénil — Place du 14 Juillet                                           | Gare du Mée ⥋ Vaux-le-Pénil — Place du 14 Juillet                                           | Gare du Mée ⥋ Vaux-le-Pénil — Place du 14 Juillet                                           |
| 3657  | Ouverture / Fermeture — / — | Longueur —                                                                                  | Durée 50 min                                                                                | Nb. d’arrêts 30                                                                             | Matériel —                                                                                  | Jours de fonctionnement L, Ma, Me, J, V                                                     | Jour / Soir / Nuit / Fêtes O / N / N / N                                                    | Voy. / an —                                                                                 | Dépôt —                                                                                     |
| 3657  | Desserte : - Villes et lieux desservis : Le Mée-sur-Seine, Melun et Vaux-le-Pénil - Gare desservie : Le Mée |                                                                                             |                                                                                             |                                                                                             |                                                                                             |                                                                                             |                                                                                             |                                                                                             |                                                                                             |
| 3657  | Autre : - Zone traversée : 5 - Arrêts non accessibles aux UFR : — - Amplitudes horaires : La ligne fonctionne uniquement en période scolaire à raison d'une course le matin, seulement depuis la gare du Mée vers Vaux-le-Pénil. - Date de dernière mise à jour : 2 septembre 2023. |                                                                                             |                                                                                             |                                                                                             |                                                                                             |                                                                                             |                                                                                             |                                                                                             |                                                                                             |
| 3657  | Dernière actualisation : — |                                                                                             |                                                                                             |                                                                                             |                                                                                             |                                                                                             |                                                                                             |                                                                                             |                                                                                             |
| 3658  | Gare de Melun ou Jacques Amyot ⥋ Saint-Germain-Laxis — RN 36 | Gare de Melun ou Jacques Amyot ⥋ Saint-Germain-Laxis — RN 36                                | Gare de Melun ou Jacques Amyot ⥋ Saint-Germain-Laxis — RN 36                                | Gare de Melun ou Jacques Amyot ⥋ Saint-Germain-Laxis — RN 36                                | Gare de Melun ou Jacques Amyot ⥋ Saint-Germain-Laxis — RN 36                                | Gare de Melun ou Jacques Amyot ⥋ Saint-Germain-Laxis — RN 36                                | Gare de Melun ou Jacques Amyot ⥋ Saint-Germain-Laxis — RN 36                                | Gare de Melun ou Jacques Amyot ⥋ Saint-Germain-Laxis — RN 36                                | Gare de Melun ou Jacques Amyot ⥋ Saint-Germain-Laxis — RN 36                                |
| 3658  | Ouverture / Fermeture — / — | Longueur —                                                                                  | Durée 30 à 50 min                                                                           | Nb. d’arrêts 26                                                                             | Matériel —                                                                                  | Jours de fonctionnement L, Ma, Me, J, V                                                     | Jour / Soir / Nuit / Fêtes O / N / N / N                                                    | Voy. / an —                                                                                 | Dépôt —                                                                                     |
| 3658  | Desserte : - Villes et lieux desservis : Saint-Germain-Laxis, Montereau-sur-le-Jard, Voisenon, Rubelles et Melun - Gare desservie : Melun |                                                                                             |                                                                                             |                                                                                             |                                                                                             |                                                                                             |                                                                                             |                                                                                             |                                                                                             |
| 3658  | Autre : - Zone traversée : 5 - Arrêts non accessibles aux UFR : — - Amplitudes horaires : La ligne fonctionne uniquement en période scolaire de 7 h 25 à 7 h 55, puis de 16 h 20 jusqu'à 18 h 10, avancé le mercredi de 12 h 10 à 12 h 55. - Date de dernière mise à jour : 2 septembre 2023. |                                                                                             |                                                                                             |                                                                                             |                                                                                             |                                                                                             |                                                                                             |                                                                                             |                                                                                             |
| 3658  | Dernière actualisation : — |                                                                                             |                                                                                             |                                                                                             |                                                                                             |                                                                                             |                                                                                             |                                                                                             |                                                                                             |
| 3659  | Gare de Cesson ⥋ Chamlys | Gare de Cesson ⥋ Chamlys                                                                    | Gare de Cesson ⥋ Chamlys                                                                    | Gare de Cesson ⥋ Chamlys                                                                    | Gare de Cesson ⥋ Chamlys                                                                    | Gare de Cesson ⥋ Chamlys                                                                    | Gare de Cesson ⥋ Chamlys                                                                    | Gare de Cesson ⥋ Chamlys                                                                    | Gare de Cesson ⥋ Chamlys                                                                    |
| 3659  | Ouverture / Fermeture — / — | Longueur —                                                                                  | Durée —                                                                                     | Nb. d’arrêts —                                                                              | Matériel —                                                                                  | Jours de fonctionnement L, Ma, Me, J, V                                                     | Jour / Soir / Nuit / Fêtes O / N / N / N                                                    | Voy. / an —                                                                                 | Dépôt —                                                                                     |
| 3659  | Desserte : - Villes et lieux desservis : - Gare desservie : Cesson |                                                                                             |                                                                                             |                                                                                             |                                                                                             |                                                                                             |                                                                                             |                                                                                             |                                                                                             |
| 3659  | Autre : - Zone traversée : 5 - Arrêts non accessibles aux UFR : — - Amplitudes horaires : - Date de dernière mise à jour : 2 septembre 2023. |                                                                                             |                                                                                             |                                                                                             |                                                                                             |                                                                                             |                                                                                             |                                                                                             |                                                                                             |
| 3659  | Dernière actualisation : — |                                                                                             |                                                                                             |                                                                                             |                                                                                             |                                                                                             |                                                                                             |                                                                                             |                                                                                             |

### Lignes 3660 à 3669
| Ligne | Caractéristiques | Caractéristiques | Caractéristiques | Caractéristiques | Caractéristiques | Caractéristiques | Caractéristiques | Caractéristiques | Caractéristiques |
| 3660  | Saint-Fargeau-Ponthierry — Collège François Villon ⥋ Saint-Fargeau-Ponthierry — École Fercot ou Temploux | Saint-Fargeau-Ponthierry — Collège François Villon ⥋ Saint-Fargeau-Ponthierry — École Fercot ou Temploux            | Saint-Fargeau-Ponthierry — Collège François Villon ⥋ Saint-Fargeau-Ponthierry — École Fercot ou Temploux            | Saint-Fargeau-Ponthierry — Collège François Villon ⥋ Saint-Fargeau-Ponthierry — École Fercot ou Temploux            | Saint-Fargeau-Ponthierry — Collège François Villon ⥋ Saint-Fargeau-Ponthierry — École Fercot ou Temploux            | Saint-Fargeau-Ponthierry — Collège François Villon ⥋ Saint-Fargeau-Ponthierry — École Fercot ou Temploux            | Saint-Fargeau-Ponthierry — Collège François Villon ⥋ Saint-Fargeau-Ponthierry — École Fercot ou Temploux            | Saint-Fargeau-Ponthierry — Collège François Villon ⥋ Saint-Fargeau-Ponthierry — École Fercot ou Temploux            | Saint-Fargeau-Ponthierry — Collège François Villon ⥋ Saint-Fargeau-Ponthierry — École Fercot ou Temploux            |
| ----- | --- | --- | --- | --- | --- | --- | --- | --- | --- |
| 3660  | Ouverture / Fermeture — / — | Longueur — | Durée 30 min | Nb. d’arrêts 11 | Matériel — | Jours de fonctionnement L, Ma, Me, J, V                                                                             | Jour / Soir / Nuit / Fêtes O / N / N / N                                                                            | Voy. / an — | Dépôt — |
| 3660  | Desserte : - Villes et lieux desservis : Saint-Fargeau-Ponthierry - Gare desservie : Ponthierry - Pringy | | | | | | | | |
| 3660  | Autre : - Zone traversée : 5 - Arrêts non accessibles aux UFR : — - Amplitudes horaires : La ligne fonctionne uniquement en période scolaire de 7 h 40 à 9 h 15, puis de 15 h 15 jusqu'à 17 h 55, avancé le mercredi de 12 h 50 à 13 h 23. - Particularités : Le terminus se fait à Temploux une fois la desserte circulaire préalablement effectuée, et le point de départ, à École Fercot. - Date de dernière mise à jour : 2 septembre 2023. | | | | | | | | |
| 3660  | Dernière actualisation : — | | | | | | | | |
| 3661  | Saint-Fargeau-Ponthierry — Hôtel de Ville - Florélites ⥋ Dammarie-les-Lys — Lycée Joliot Curie | Saint-Fargeau-Ponthierry — Hôtel de Ville - Florélites ⥋ Dammarie-les-Lys — Lycée Joliot Curie                      | Saint-Fargeau-Ponthierry — Hôtel de Ville - Florélites ⥋ Dammarie-les-Lys — Lycée Joliot Curie                      | Saint-Fargeau-Ponthierry — Hôtel de Ville - Florélites ⥋ Dammarie-les-Lys — Lycée Joliot Curie                      | Saint-Fargeau-Ponthierry — Hôtel de Ville - Florélites ⥋ Dammarie-les-Lys — Lycée Joliot Curie                      | Saint-Fargeau-Ponthierry — Hôtel de Ville - Florélites ⥋ Dammarie-les-Lys — Lycée Joliot Curie                      | Saint-Fargeau-Ponthierry — Hôtel de Ville - Florélites ⥋ Dammarie-les-Lys — Lycée Joliot Curie                      | Saint-Fargeau-Ponthierry — Hôtel de Ville - Florélites ⥋ Dammarie-les-Lys — Lycée Joliot Curie                      | Saint-Fargeau-Ponthierry — Hôtel de Ville - Florélites ⥋ Dammarie-les-Lys — Lycée Joliot Curie                      |
| 3661  | Ouverture / Fermeture — / — | Longueur — | Durée 30 min | Nb. d’arrêts 11 | Matériel — | Jours de fonctionnement L, Ma, Me, J, V, S                                                                          | Jour / Soir / Nuit / Fêtes O / N / N / N                                                                            | Voy. / an — | Dépôt — |
| 3661  | Desserte : - Villes et lieux desservis : Saint-Fargeau-Ponthierry, Pringy, Dammarie-les-Lys | | | | | | | | |
| 3661  | Autre : - Zone traversée : 5 - Arrêts non accessibles aux UFR : — - Amplitudes horaires : La ligne fonctionne uniquement en période scolaire de 7 h 15 à 8 h 55, puis de 15 h 45 jusqu'à 18 h 15, avancé le mercredi et le samedi de 11 h 2 à 12 h 50. - Date de dernière mise à jour : 2 septembre 2023. | | | | | | | | |
| 3661  | Dernière actualisation : — | | | | | | | | |
| 3662  | Saint-Fargeau-Ponthierry — Puits Beau ou École Fercot ⥋ Melun — Place des Trois Horloges | Saint-Fargeau-Ponthierry — Puits Beau ou École Fercot ⥋ Melun — Place des Trois Horloges                            | Saint-Fargeau-Ponthierry — Puits Beau ou École Fercot ⥋ Melun — Place des Trois Horloges                            | Saint-Fargeau-Ponthierry — Puits Beau ou École Fercot ⥋ Melun — Place des Trois Horloges                            | Saint-Fargeau-Ponthierry — Puits Beau ou École Fercot ⥋ Melun — Place des Trois Horloges                            | Saint-Fargeau-Ponthierry — Puits Beau ou École Fercot ⥋ Melun — Place des Trois Horloges                            | Saint-Fargeau-Ponthierry — Puits Beau ou École Fercot ⥋ Melun — Place des Trois Horloges                            | Saint-Fargeau-Ponthierry — Puits Beau ou École Fercot ⥋ Melun — Place des Trois Horloges                            | Saint-Fargeau-Ponthierry — Puits Beau ou École Fercot ⥋ Melun — Place des Trois Horloges                            |
| 3662  | Ouverture / Fermeture — / — | Longueur — | Durée 40 à 70 min                                                                                                   | Nb. d’arrêts 23 | Matériel — | Jours de fonctionnement L, Ma, Me, J, V, S                                                                          | Jour / Soir / Nuit / Fêtes O / N / N / N                                                                            | Voy. / an — | Dépôt — |
| 3662  | Desserte : - Villes et lieux desservis : Saint-Fargeau-Ponthierry, Pringy, Dammarie-les-Lys et Melun - Gares desservie : Saint-Fargeau, Ponthierry - Pringy et Melun | | | | | | | | |
| 3662  | Autre : - Zone traversée : 5 - Arrêts non accessibles aux UFR : — - Amplitudes horaires : La ligne fonctionne uniquement en période scolaire de 6 h 45 à 8 h, puis de 15 h 45 jusqu'à 18 h 50, avancé le mercredi et le samedi de 11 h 15 à 13 h 10. - Particularités : - À Saint-Fargeau-Ponthierry, le terminus se fait à Puits Beau une fois la desserte circulaire préalablement effectué et le départ à École Fercot. - Vers Melun, la dernière course du matin est limitée à la gare. - Vers Saint-Fargeau-Ponthierry, quelques autres commencent au lycée Joliot Curie. - Date de dernière mise à jour : 2 septembre 2023. | | | | | | | | |
| 3662  | Dernière actualisation : — | | | | | | | | |
| 3663  | Saint-Fargeau-Ponthierry — Hôtel de Ville - Florélites ⥋ Saint-Fargeau-Ponthierry — Collège François Villon | Saint-Fargeau-Ponthierry — Hôtel de Ville - Florélites ⥋ Saint-Fargeau-Ponthierry — Collège François Villon         | Saint-Fargeau-Ponthierry — Hôtel de Ville - Florélites ⥋ Saint-Fargeau-Ponthierry — Collège François Villon         | Saint-Fargeau-Ponthierry — Hôtel de Ville - Florélites ⥋ Saint-Fargeau-Ponthierry — Collège François Villon         | Saint-Fargeau-Ponthierry — Hôtel de Ville - Florélites ⥋ Saint-Fargeau-Ponthierry — Collège François Villon         | Saint-Fargeau-Ponthierry — Hôtel de Ville - Florélites ⥋ Saint-Fargeau-Ponthierry — Collège François Villon         | Saint-Fargeau-Ponthierry — Hôtel de Ville - Florélites ⥋ Saint-Fargeau-Ponthierry — Collège François Villon         | Saint-Fargeau-Ponthierry — Hôtel de Ville - Florélites ⥋ Saint-Fargeau-Ponthierry — Collège François Villon         | Saint-Fargeau-Ponthierry — Hôtel de Ville - Florélites ⥋ Saint-Fargeau-Ponthierry — Collège François Villon         |
| 3663  | Ouverture / Fermeture — / — | Longueur — | Durée 40 à 70 min                                                                                                   | Nb. d’arrêts 23 | Matériel — | Jours de fonctionnement L, Ma, Me, J, V                                                                             | Jour / Soir / Nuit / Fêtes O / N / N / N                                                                            | Voy. / an — | Dépôt — |
| 3663  | Desserte : - Villes et lieux desservis : Saint-Fargeau-Ponthierry - Gare desservie : Ponthierry - Pringy | | | | | | | | |
| 3663  | Autre : - Zone traversée : 5 - Arrêts non accessibles aux UFR : — - Amplitudes horaires : La ligne fonctionne uniquement en période scolaire de 7 h 50 à 9 h 15, puis de 15 h 15 jusqu'à 17 h 50, avancé le mercredi de 11 h 50 à 13 h 15. - Date de dernière mise à jour : 2 septembre 2023. | | | | | | | | |
| 3663  | Dernière actualisation : — | | | | | | | | |
| 3664  | Saint-Fargeau-Ponthierry — Joinville ou Pringy — Bas de Pringy ⥋ Saint-Fargeau-Ponthierry — Collège François Villon | Saint-Fargeau-Ponthierry — Joinville ou Pringy — Bas de Pringy ⥋ Saint-Fargeau-Ponthierry — Collège François Villon | Saint-Fargeau-Ponthierry — Joinville ou Pringy — Bas de Pringy ⥋ Saint-Fargeau-Ponthierry — Collège François Villon | Saint-Fargeau-Ponthierry — Joinville ou Pringy — Bas de Pringy ⥋ Saint-Fargeau-Ponthierry — Collège François Villon | Saint-Fargeau-Ponthierry — Joinville ou Pringy — Bas de Pringy ⥋ Saint-Fargeau-Ponthierry — Collège François Villon | Saint-Fargeau-Ponthierry — Joinville ou Pringy — Bas de Pringy ⥋ Saint-Fargeau-Ponthierry — Collège François Villon | Saint-Fargeau-Ponthierry — Joinville ou Pringy — Bas de Pringy ⥋ Saint-Fargeau-Ponthierry — Collège François Villon | Saint-Fargeau-Ponthierry — Joinville ou Pringy — Bas de Pringy ⥋ Saint-Fargeau-Ponthierry — Collège François Villon | Saint-Fargeau-Ponthierry — Joinville ou Pringy — Bas de Pringy ⥋ Saint-Fargeau-Ponthierry — Collège François Villon |
| 3664  | Ouverture / Fermeture — / — | Longueur — | Durée 15 min | Nb. d’arrêts 10 | Matériel — | Jours de fonctionnement L, Ma, Me, J, V                                                                             | Jour / Soir / Nuit / Fêtes O / N / N / N                                                                            | Voy. / an — | Dépôt — |
| 3664  | Desserte : - Villes et lieux desservis : Saint-Fargeau-Ponthierry | | | | | | | | |
| 3664  | Autre : - Zone traversée : 5 - Arrêts non accessibles aux UFR : — - Amplitudes horaires : La ligne fonctionne uniquement en période scolaire de 8 h 5 à 9 h 20, puis de 16 h 25 jusqu'à 17 h 40, avancé le mercredi de 11 h 50 à 13 h 5. - Date de dernière mise à jour : 2 septembre 2023. | | | | | | | | |
| 3664  | Dernière actualisation : — | | | | | | | | |
| 3665  | Boissise-le-Roi — Rives de Seine ⥋ Perthes — Collège de Perthes | Boissise-le-Roi — Rives de Seine ⥋ Perthes — Collège de Perthes                                                     | Boissise-le-Roi — Rives de Seine ⥋ Perthes — Collège de Perthes                                                     | Boissise-le-Roi — Rives de Seine ⥋ Perthes — Collège de Perthes                                                     | Boissise-le-Roi — Rives de Seine ⥋ Perthes — Collège de Perthes                                                     | Boissise-le-Roi — Rives de Seine ⥋ Perthes — Collège de Perthes                                                     | Boissise-le-Roi — Rives de Seine ⥋ Perthes — Collège de Perthes                                                     | Boissise-le-Roi — Rives de Seine ⥋ Perthes — Collège de Perthes                                                     | Boissise-le-Roi — Rives de Seine ⥋ Perthes — Collège de Perthes                                                     |
| 3665  | Ouverture / Fermeture — / — | Longueur — | Durée 10-20 min | Nb. d’arrêts 9 | Matériel — | Jours de fonctionnement L, Ma, Me, J, V                                                                             | Jour / Soir / Nuit / Fêtes O / N / N / N                                                                            | Voy. / an — | Dépôt — |
| 3665  | Desserte : - Villes et lieux desservis : Boissise-le-Roi, Dammarie-les-Lys et Perthes - Gare desservie : Boissise-le-Roi | | | | | | | | |
| 3665  | Autre : - Zone traversée : 5 - Arrêts non accessibles aux UFR : — - Amplitudes horaires : La ligne fonctionne du lundi au vendredi en période scolaire de 7 h 45 à 9 h puis de 16 h 10 à 17 h 30, excepté le mercredi, de 11 h 30 à 12 h 55. - Particularités : Les courses sont omnibus ou bien directes entre le collège et l'arrêt et terminus Valbois. Cet arrêt n'est desservi que par ce type de trajet. - Date de dernière mise à jour : 2 septembre 2023. | | | | | | | | |
| 3665  | Dernière actualisation : — | | | | | | | | |
| 3666  | Villiers-en-Bière — Place Villiers ⥋ Perthes — Collège de Perthes | Villiers-en-Bière — Place Villiers ⥋ Perthes — Collège de Perthes                                                   | Villiers-en-Bière — Place Villiers ⥋ Perthes — Collège de Perthes                                                   | Villiers-en-Bière — Place Villiers ⥋ Perthes — Collège de Perthes                                                   | Villiers-en-Bière — Place Villiers ⥋ Perthes — Collège de Perthes                                                   | Villiers-en-Bière — Place Villiers ⥋ Perthes — Collège de Perthes                                                   | Villiers-en-Bière — Place Villiers ⥋ Perthes — Collège de Perthes                                                   | Villiers-en-Bière — Place Villiers ⥋ Perthes — Collège de Perthes                                                   | Villiers-en-Bière — Place Villiers ⥋ Perthes — Collège de Perthes                                                   |
| 3666  | Ouverture / Fermeture — / — | Longueur — | Durée 20-25 min | Nb. d’arrêts 9 | Matériel — | Jours de fonctionnement L, Ma, Me, J, V                                                                             | Jour / Soir / Nuit / Fêtes O / N / N / N                                                                            | Voy. / an — | Dépôt — |
| 3666  | Desserte : - Villes et lieux desservis : Villiers-en-Bière, Boissise-le-Roi, Saint-Sauveur-sur-École et Perthes | | | | | | | | |
| 3666  | Autre : - Zone traversée : 5 - Arrêts non accessibles aux UFR : — - Amplitudes horaires : La ligne fonctionne du lundi au vendredi en période scolaire de 7 h 40 à 9 h 5 puis de 16 h 10 à 17 h 35, excepté le mercredi, de 11 h 30 à 12 h 55. - Date de dernière mise à jour : 2 septembre 2023. | | | | | | | | |
| 3666  | Dernière actualisation : — | | | | | | | | |

### Transport à la demande
Le réseau de bus est complété par quatre services de transport à la demande : le « TàD Boissise-le-Roi Pringy », le « TàD Melun Nord », le « TàD Sainte-Assise » et le « TàD Saint-Fargeau ».

## Gestion et exploitation
Les réseaux de transports en commun franciliens sont organisés par Île-de-France Mobilités. L'exploitation du réseau du Grand Melun revient à Transdev Melun Val de Seine depuis le 1er août 2021.

### Parc de véhicules

#### Dépôts
Les véhicules sont remisés dans les Centres Opérationnels Bus (COB) situés sur les communes de Vaux-le-Pénil et Saint-Fargeau-Ponthierry. Les dépôts ont pour mission de stocker les différents véhicules, mais également d'assurer leur entretien préventif et curatif. L'entretien curatif ou correctif a lieu quand une panne ou un dysfonctionnement est signalé par un machiniste.

#### Détails du parc
Le réseau de bus du Grand Melun dispose d'un parc de plus de 100 autobus standards, articulés, midibus et autocars interurbains :

##### Bus standards
| Constructeur  | Modèle          | Nombre | Numéros de coquille                                                 | Période de mise en service           | Affectation                                                                          | Observation                    |
| ------------- | --------------- | ------ | ------------------------------------------------------------------- | ------------------------------------ | ------------------------------------------------------------------------------------ | ------------------------------ |
| Heuliez       | GX 327          | 2      | 221425-221426                                                       | août 2007                            | 3601 3602 3603 3604 3605 3606 3607 3608 3609 3610 3611 3612 3613                     | —                              |
| Iveco Bus     | Urbanway 12 GNV | 63     | 211055-211104, 211111-211117, 241085-241090.                        | Entre août 2021 et février 2024      | 3601 3602 3603 3604 3605 3606 3607 3608 3609 3610 3611 3612 3613 3630 3632 3633 3634 | Livrée Île-de-France Mobilités |
| Mercedes-Benz | Citaro C2       | 2      | 201423, 201430                                                      | Entre décembre 2017 et octobre 2018  | 3601 3602 3603 3604 3605 3606 3607 3608 3609 3610 3611 3612 3613                     | —                              |
| Mercedes-Benz | Facelift        | 9      | 211177, 211183-211184, 211187-211188, 211190-211191, 211194, 211196 | Entre septembre 2008 et juillet 2012 | 3601 3602 3603 3604 3605 3606 3607 3608 3609 3610 3611 3612 3613                     | —                              |

##### Bus articulés
| Constructeur  | Modèle         | Nombre | Numéros de coquille | Période de mise en service | Affectation | Observation                                                                |
| ------------- | -------------- | ------ | ------------------- | -------------------------- | ----------- | -------------------------------------------------------------------------- |
| Heuliez Bus   | GX 437 Hybride | 3      | 212002-212004       | juin 2016                  | 3601        | —                                                                          |
| Mercedes-Benz | Citaro G C2    | 6      | 212005-212010       | octobre 2018               | 3601        | —                                                                          |
| Iveco Bus     | Urbanway 18    | 1      | 212001              | décembre 2014              | 3601        | Ex Transdev Les Cars d'Orsay et Ex Transdev STRAV n°567 (1ère MES 12/2014) |

##### Midibus
| Constructeur  | Modèle           | Nombre | Numéros de coquille   | Période de mise en service           | Affectation                                                       | Observation                    |
| ------------- | ---------------- | ------ | --------------------- | ------------------------------------ | ----------------------------------------------------------------- | ------------------------------ |
| Heuliez Bus   | GX 127           | 1      | 213037                | mai 2008                             | 3630 3632 3633 3634                                               | —                              |
| Heuliez Bus   | GX 137           | 1      | 213038                | juillet 2018                         | 3630 3632 3633 3634                                               | —                              |
| Iveco Bus     | Daily Line       | 3      | 100117, 216001-216002 | Entre décembre 2017 et décembre 2019 | 3613 Melun Nord                                                   | Ces véhicules sont des minibus |
| Iveco Bus     | Daily Line GNV   | 2      | 236036, 236038        | novembre 2022                        | 3613 Melun Nord                                                   | Ces véhicules sont des minibus |
| Mercedes-Benz | Sprinter City 65 | 3      | 214001-241003         | Entre juin 2007 et novembre 2013     | 3632 3633 3634 Boissise-le-Roi Pringy Saint-Fargeau Sainte-Assise | Ces véhicules sont des minibus |

##### Autocars interurbains
| Constructeur  | Modèle              | Nombre | Numéros de coquille   | Période de mise en service           | Affectation                                                                                              | Observation |
| ------------- | ------------------- | ------ | --------------------- | ------------------------------------ | --- | ----------- |
| Mercedes-Benz | Intouro II EL       | 2      | 217054-217054         | Entre juillet 2013 et août 2013      | 3630 3631 3632 3633 3634 3651 3652 3653 3654 3655 3656 3657 3658 3659 3660 3661 3662 3663 3664 3665 3666 | —           |
| Mercedes-Benz | Intouro II ME       | 4      | 217044, 217049-217052 | Entre juin 2010 et juillet 2012      | 3630 3631 3632 3633 3634 3651 3652 3653 3654 3655 3656 3657 3658 3659 3660 3661 3662 3663 3664 3665 3666 | —           |
| Irisbus       | Crossway            | 1      | 217053                | août 2012                            | 3630 3631 3632 3633 3634 3651 3652 3653 3654 3655 3656 3657 3658 3659 3660 3661 3662 3663 3664 3665 3666 | —           |
| Irisbus       | Récréo II           | 2      | 217043, 217047        | Entre août 2008 et mars 2010         | 3630 3631 3632 3633 3634 3651 3652 3653 3654 3655 3656 3657 3658 3659 3660 3661 3662 3663 3664 3665 3666 | —           |
| Iveco Bus     | Crossway High Value | 2      | 37723-37724           | juin 2020                            | 3630 3631 3632 3633 3634 3651 3652 3653 3654 3655 3656 3657 3658 3659 3660 3661 3662 3663 3664 3665 3666 | —           |
| Iveco Bus     | Crossway High Value | 11     | 23750-23760           | Entre septembre 2023 et octobre 2023 | 3630 3631 3632 3633 3634 3651 3652 3653 3654 3655 3656 3657 3658 3659 3660 3661 3662 3663 3664 3665 3666 | —           |

### Tarification et fonctionnement
La tarification des lignes d'autobus d'Île-de-France est unifiée et accessible avec les mêmes abonnements. Un ticket « bus-tram », qui remplace le ticket t+ au 1er janvier 2025, permet un trajet simple quelle que soit la distance, avec une ou plusieurs correspondances possibles avec les autres lignes de bus et de tramway pendant une durée maximale de 1 h 30 entre la première et dernière validation. En revanche, un ticket validé dans un bus ne permet pas d'emprunter le métro, ni le Transilien et le RER. Les lignes Orlybus et Roissybus, assurant de façon directe les dessertes aéroportuaires via autoroute, disposent d'une tarification spécifique mais sont accessibles avec les abonnements habituels.
Les tarifs des billets et abonnements dont le montant est limité par décision politique ne couvrent pas les frais réels de transport. Le manque à gagner est compensé par l'autorité organisatrice, Île-de-France Mobilités, présidée depuis 2005 par le président du conseil régional d'Île-de-France et composé d'élus locaux. Elle définit les conditions générales d'exploitation ainsi que la durée et la fréquence des services. L'équilibre financier du fonctionnement est assuré par une dotation globale annuelle aux transporteurs de la région grâce au versement mobilité payé par les entreprises et aux contributions des collectivités publiques.

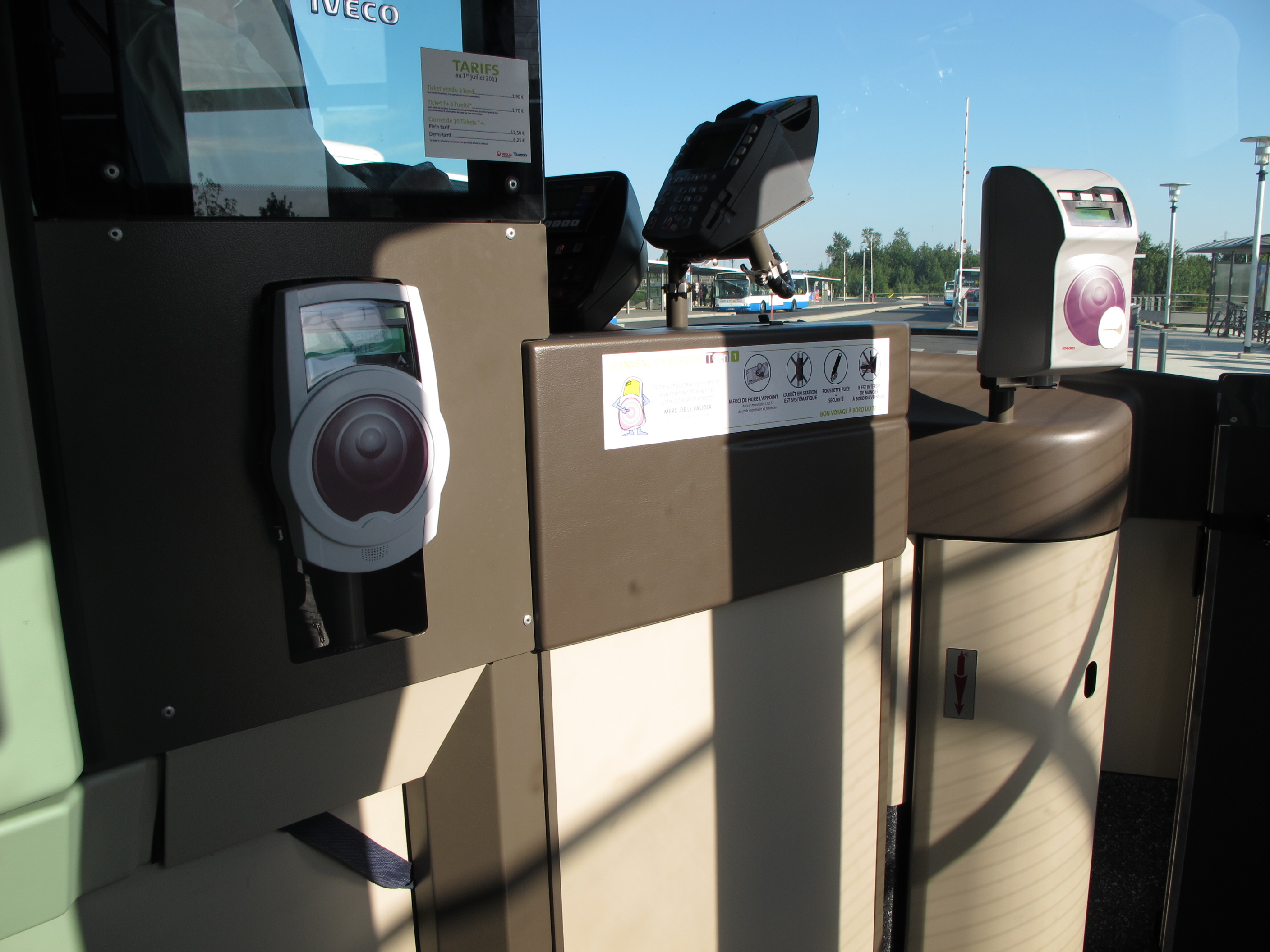
Validateurs pour passes Navigo (à gauche) et pour tickets carton (à droite) présents dans les bus et tramway.

L’achat de ticket par SMS est possible depuis 2018, en envoyant MELUN au 93100 (coût de 2,50€ depuis le 01/01/2023 prélevé sur les factures de téléphone). Ce ticket SMS est valable 1h sans correspondance.

## Galerie de photographies

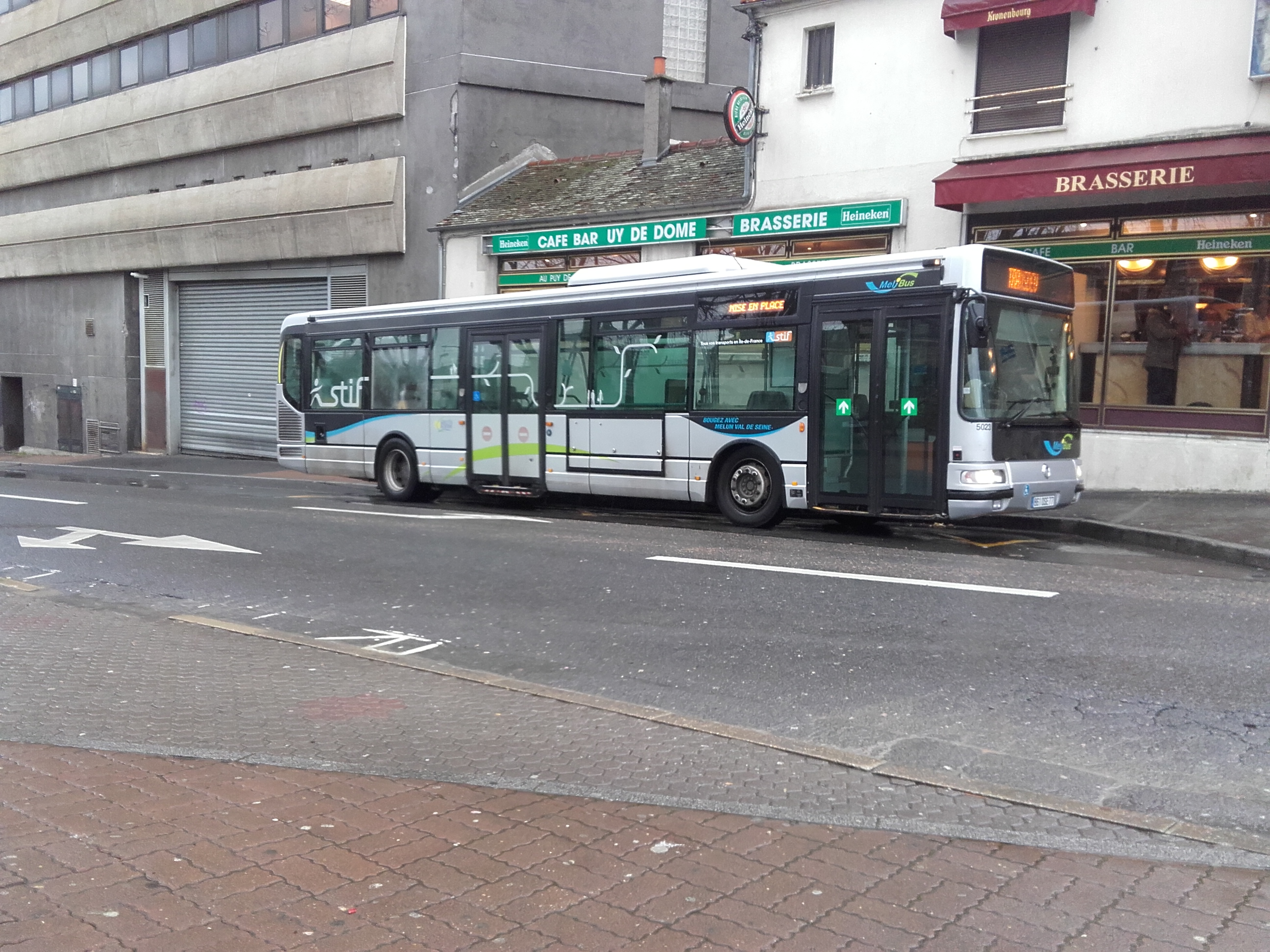
L'Agora Line no 5023 appartenant à Transdev Vaux-le-Pénil à la gare de Melun.
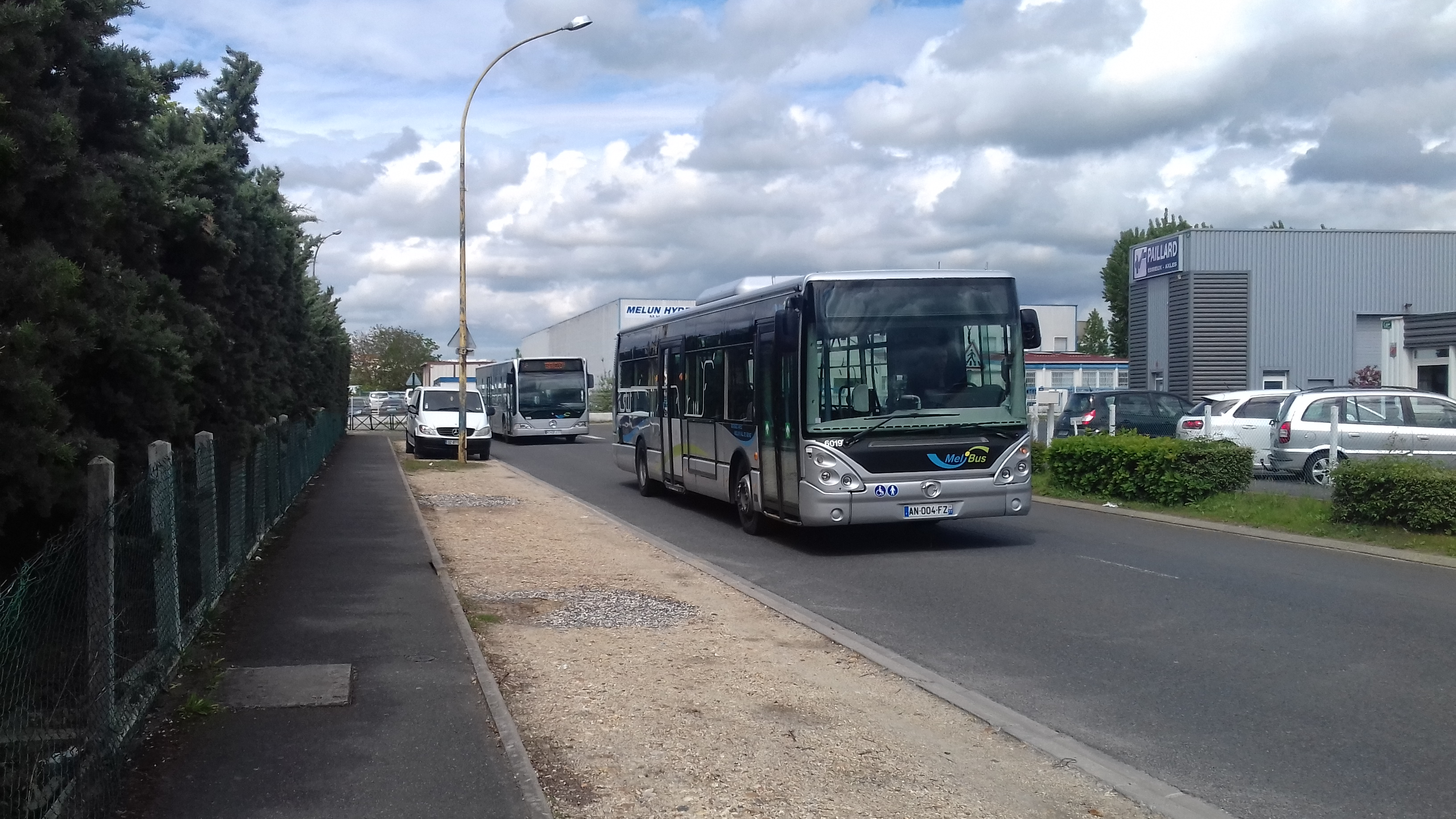
Le Citelis 12 no 6019 suivi du Citaro no 3048 de Transdev Vaux le Pénil à Vaux le Pénil.
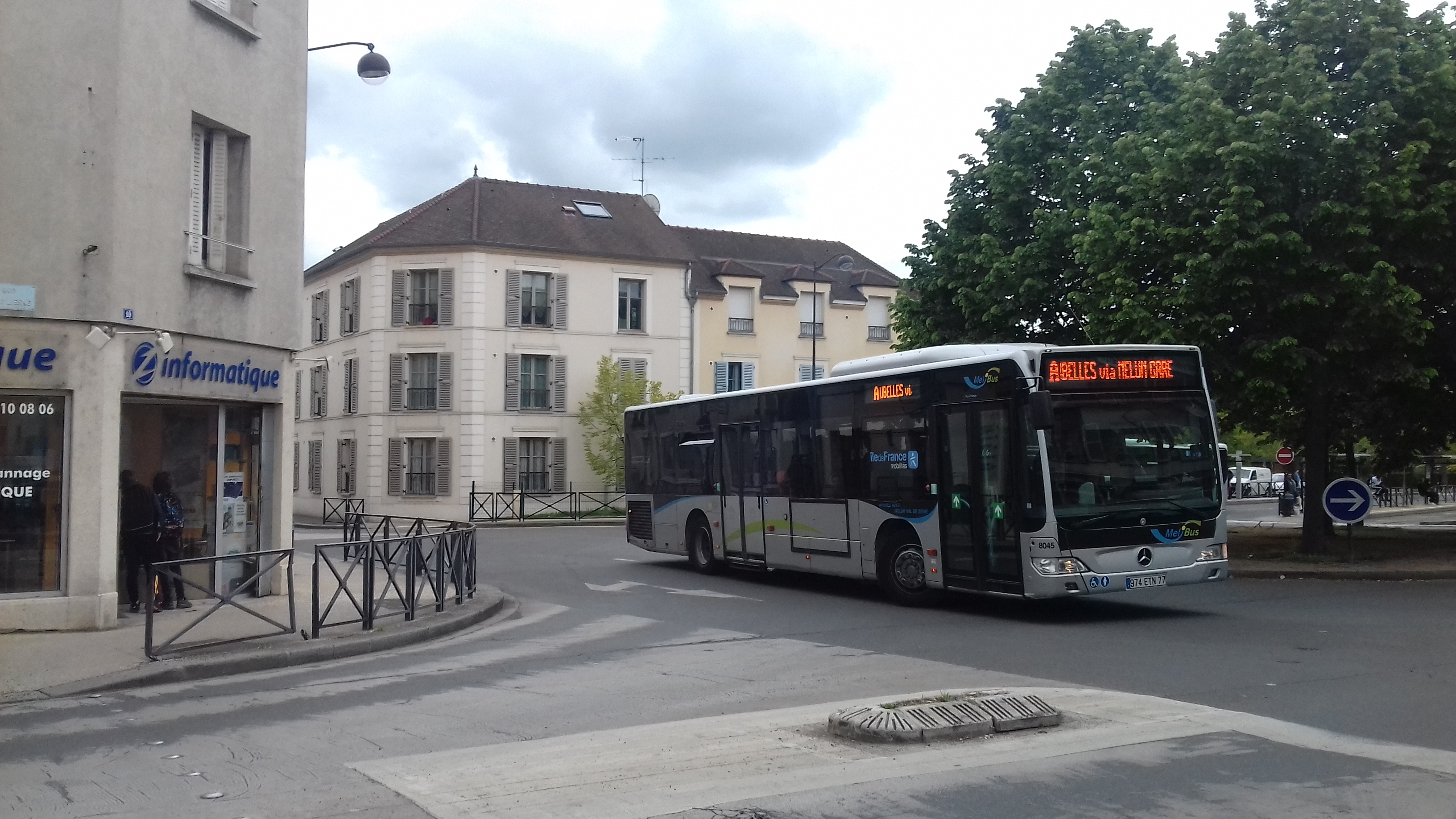
Le Citaro Facelift no 8045 de Transdev Vaux le Pénil à Melun sur la ligne A.
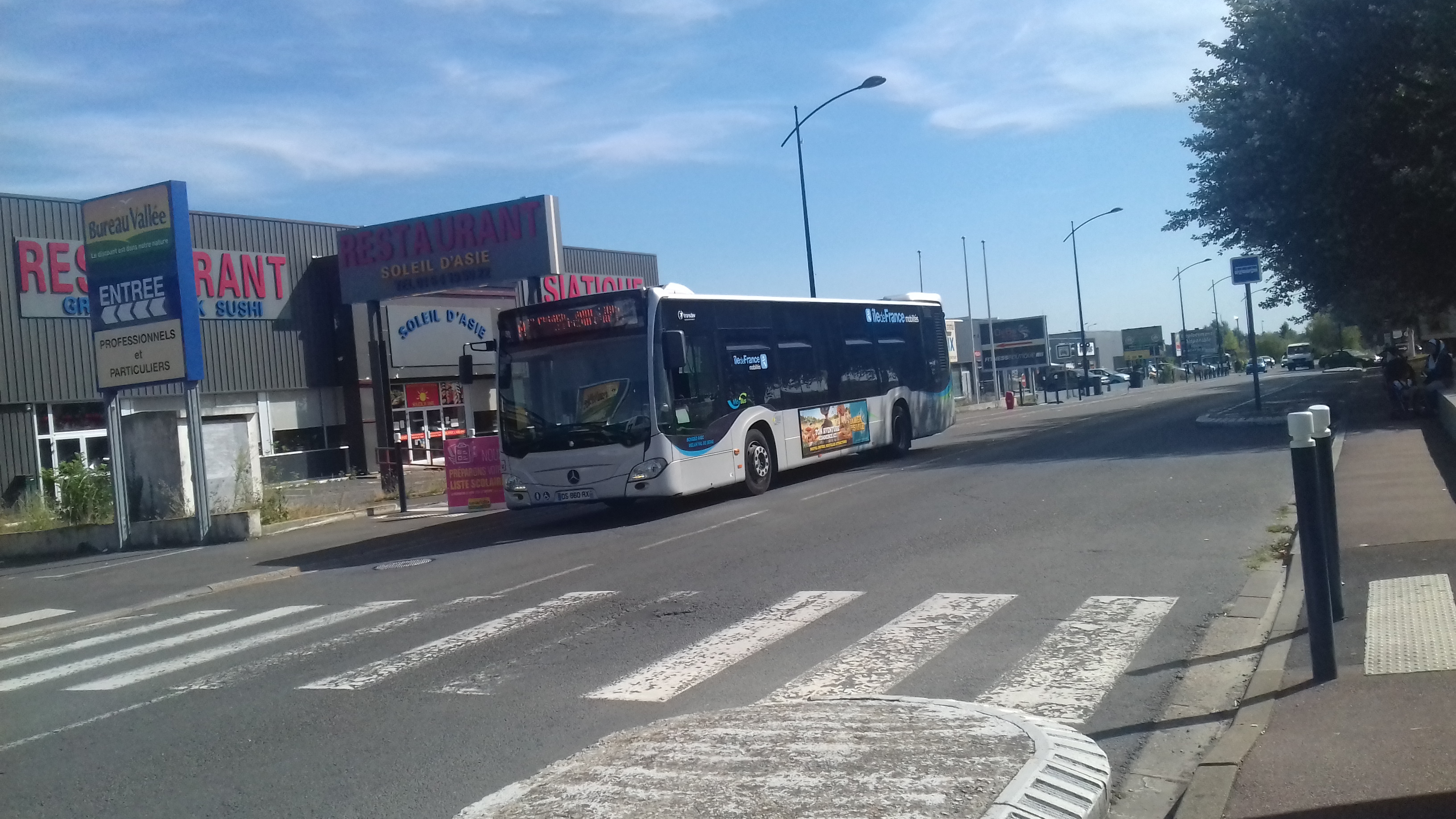
Le Citaro C2 no 71914 de Transdev Vaux le Pénil à Dammarie-les-Lys sur la ligne N.
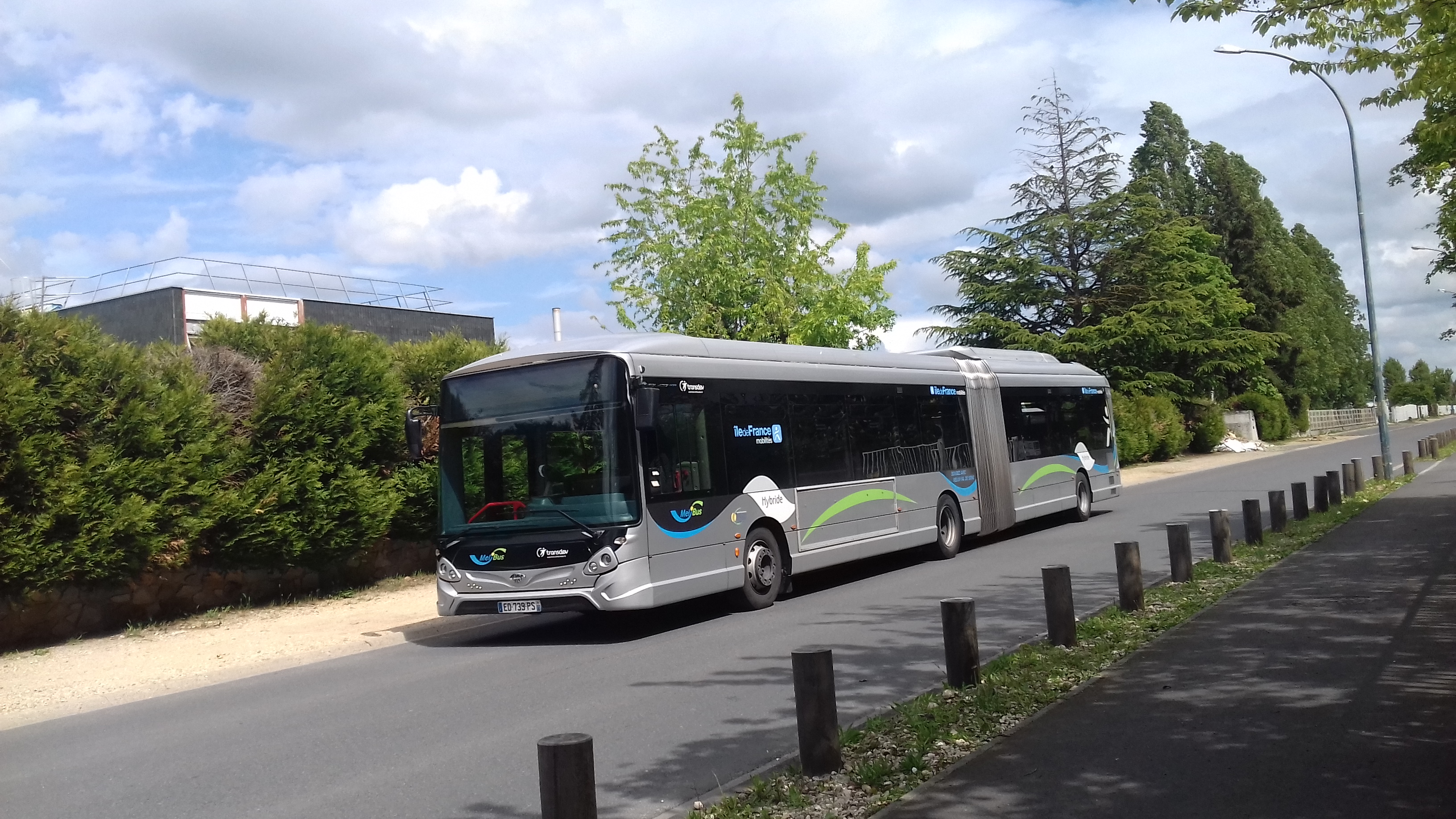
Le GX 437 Hybride no 72960 à Vaux le Pénil.
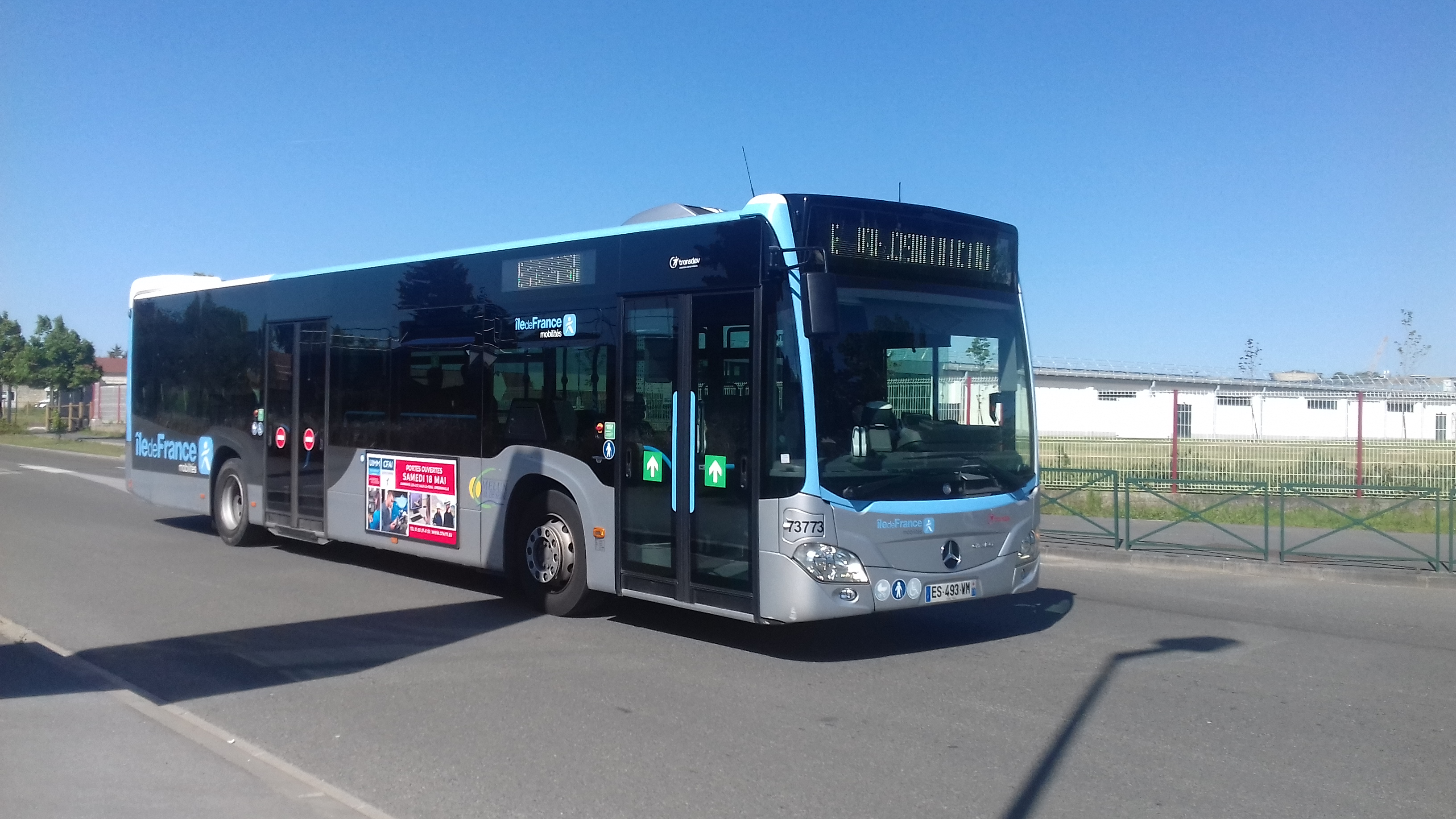
Le Citaro C2 no 73773 de Transdev Vaux le Pénil à Vaux le Pénil sur la ligne B.
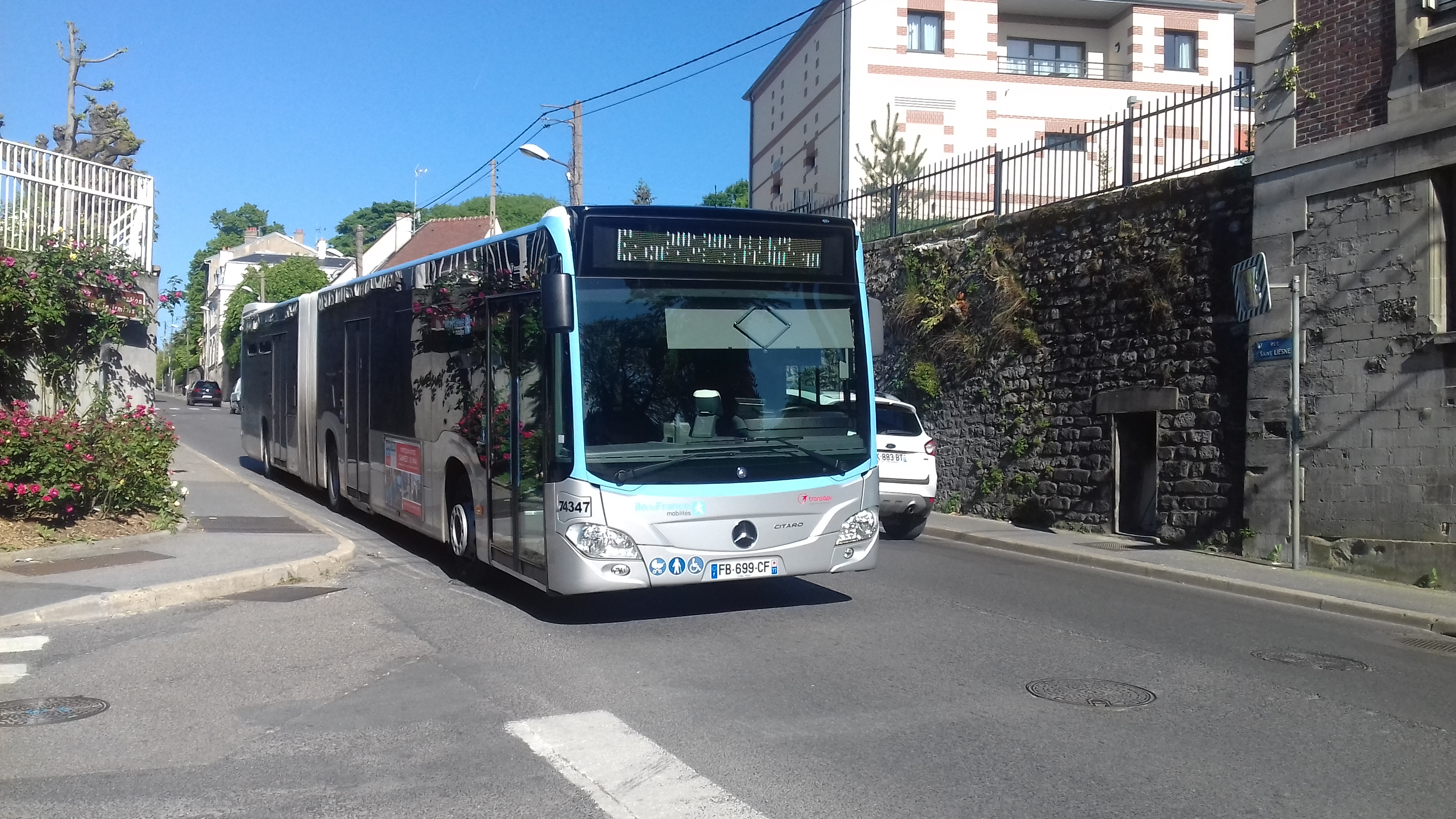
Le Citaro G C2 no 74347 appartenant à Transdev Vaux-le-Pénil à Melun sur la ligne E.
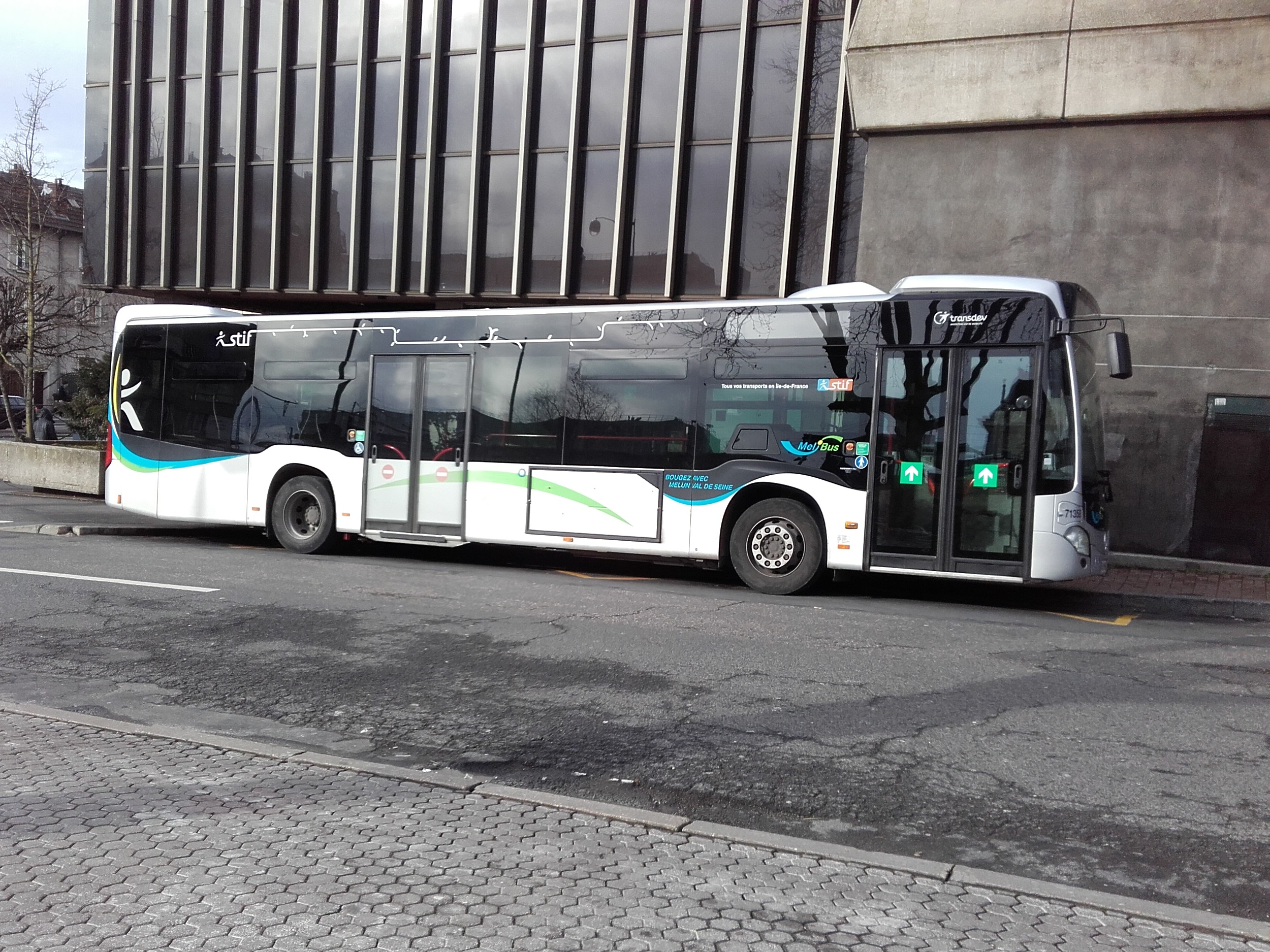
Mercedes Citaro C2 à Melun.
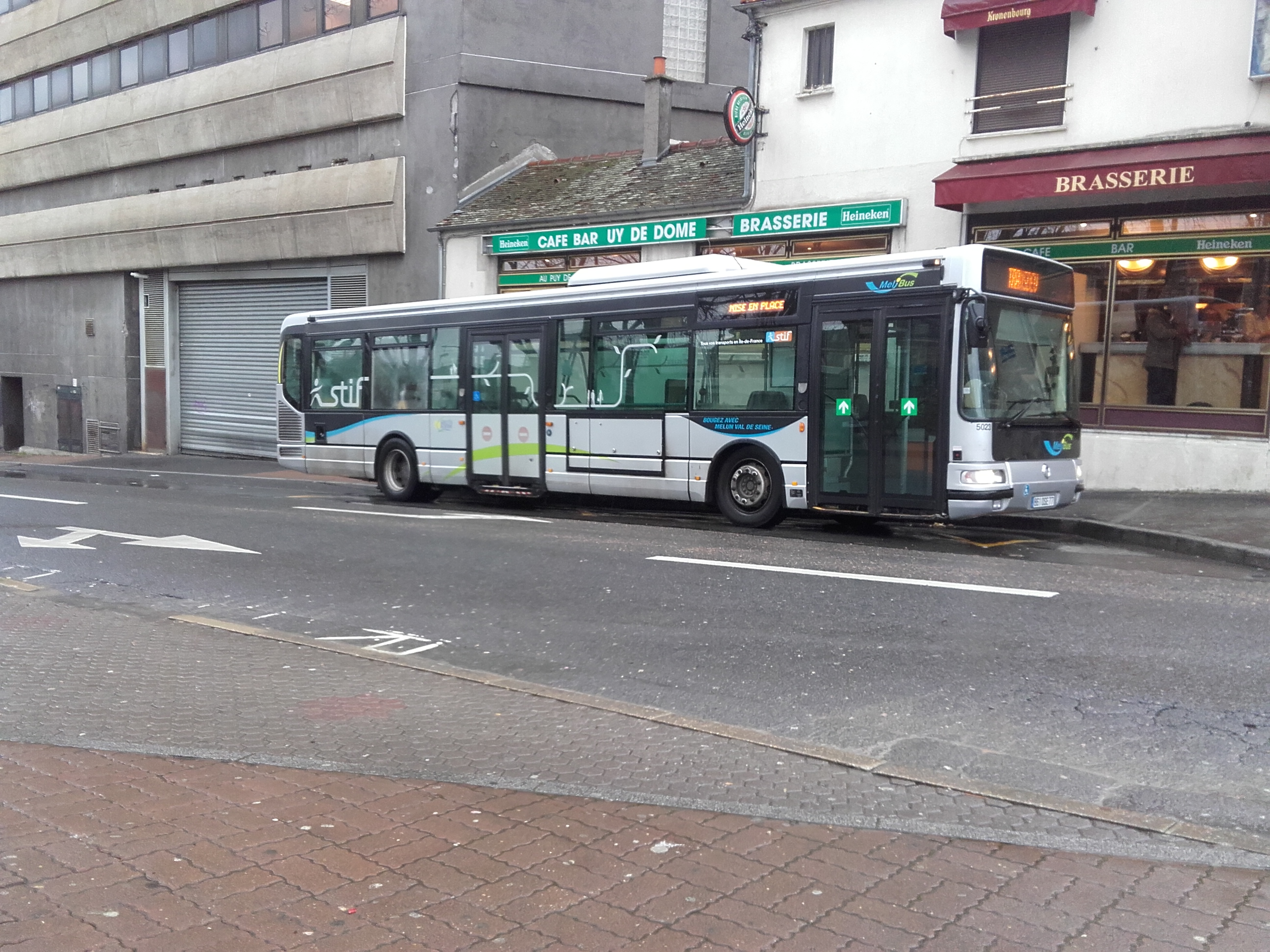
Irisbus-Renault Agora Line à Melun.
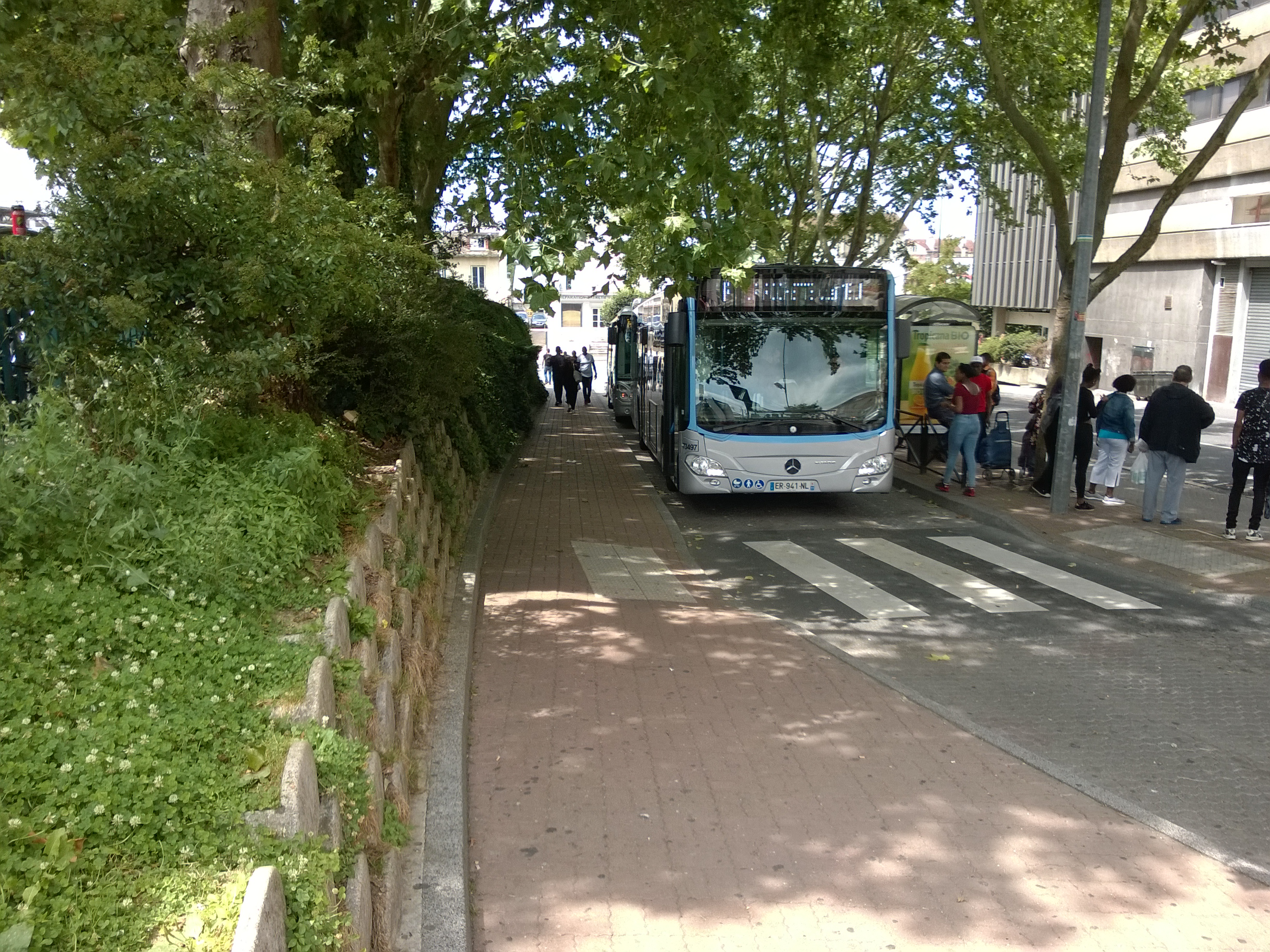
Mercedes-Benz Citaro C2 sur la ligne F en gare de Melun.

## Identité visuelle

Logo de l'ancien réseau TRAM jusqu'au 11 juillet 2011.
Logo de l'ancien réseau Mélibus jusqu'en 1er août 2021.